# Prima battaglia della Marna
La prima battaglia della Marna fu uno scontro decisivo avvenuto nella regione compresa tra i fiumi Marna e Ourcq, a est di Parigi, nelle fasi iniziali della prima guerra mondiale sul fronte occidentale. L'esercito tedesco, impegnato nella grande offensiva generale prevista dal piano Schlieffen e arrivato fino a pochi chilometri dalla capitale francese, venne inaspettatamente contrattaccato dall'esercito francese che, nonostante la lunga ritirata, aveva mantenuto la coesione e lo spirito offensivo; agli scontri parteciparono anche i soldati del Corpo di Spedizione Britannico.
La battaglia si svolse tra il 5 e il 12 settembre 1914 e si concluse con la vittoria anglo-francese grazie anche a una serie di errori strategici dell'Alto comando germanico; i tedeschi dovettero ripiegare dietro la Marna e poi sull'Aisne. La prima battaglia della Marna segnò un momento decisivo della prima guerra mondiale, decretò il fallimento degli ambiziosi piani tedeschi e delle loro speranze di vittoria entro sei settimane, rinsaldò la resistenza e la volontà combattiva degli Alleati e trasformò la guerra in una lunga lotta di logoramento nelle trincee che sarebbe continuata per altri quattro anni fino alla sconfitta finale della Germania imperiale.

## Inizio della guerra europea

La manovra dell'esercito tedesco prevista dal piano Schlieffen

Dopo la complicata fase di confronto diplomatico della crisi di luglio, la dirigenza della Germania, sollecitata dallo stato maggiore generale preoccupato per la mobilitazione generale russa decretata nel pomeriggio del 30 luglio 1914, aveva preso la decisione irreversibile di dichiarare guerra alla Russia e alla Francia dopo aver proceduto a proclamare il Kriegsgefahrzustand ("Stato di pericolo di guerra") il pomeriggio del 31 luglio e la mobilitazione generale nel pomeriggio del 1º agosto. Il complesso meccanismo bellico della Germania imperiale, accuratamente pianificato dall'Oberste Heeresleitung (OHL, alto comando tedesco), prevedeva che l'inizio delle procedure di mobilitazione generale dell'esercito fossero immediatamente seguite dall'inizio delle operazioni militari sul terreno. Lo stato maggiore tedesco riteneva infatti decisivo sfruttare l'eccellente organizzazione e la velocità della propria mobilitazione per anticipare la concentrazione degli eserciti nemici, soprattutto di quello russo, e sferrare una massiccia offensiva generale. Le avanguardie tedesche entrarono in Lussemburgo già il 2 agosto senza incontrare resistenza, mentre il Belgio il 4 agosto respinse il brutale ultimatum della Germania che richiedeva di lasciare libero il passaggio dell'esercito germanico e decise di mobilitare le sue forze, cercare di resistere e richiedere l'aiuto di Francia e Regno Unito.
Lo stato maggiore tedesco aveva pianificato fin dal 1905, sotto l'impulso decisivo del generale Alfred von Schlieffen, un ambizioso e audace progetto operativo che prevedeva di concentrare la massa principale dell'esercito a ovest e sferrare una grande offensiva decisiva contro la Francia che avrebbe dovuto concludersi entro sei settimane, mentre l'esercito russo sarebbe stato contenuto all'Est da una piccola parte delle truppe tedesche e dal grosso dell'Imperiale e regio esercito austro-ungarico. Il cosiddetto "piano Schlieffen" prevedeva di schierare la maggior parte delle forze tedesche a ovest sull'ala destra che avrebbe marciato rapidamente in Belgio, a nord e a sud della Mosa e quindi avrebbe invaso la Francia settentrionale puntando direttamente su Parigi, sorprendendo l'esercito francese che sarebbe stato aggirato alle spalle e respinto contro i Vosgi o il confine svizzero. Questo grandioso progetto venne in parte modificato nel 1912-1913 dal nuovo capo di stato maggiore, generale Helmuth Johann Ludwig von Moltke che mantenne nel complesso gli obiettivi e le direttrici strategiche del piano ma, temendo un'offensiva francese in Lorena e Alsazia e un possibile attacco russo in Prussia Orientale, ridusse la potenza dell'ala destra, rinforzò lo schieramento dell'ala sinistra e potenziò anche le difese tedesche all'Est.
Dal 1911 il nuovo capo di stato maggiore dell'esercito francese, l'energico e determinato generale Joseph Joffre, aveva adottato un nuovo e aggressivo progetto strategico; il cosiddetto "piano XVII". Esso differiva sostanzialmente dal progetto stilato dal suo predecessore, il generale Victor Constant Michel che, temendo un'invasione nemica su grande scala attraverso il Belgio, prevedeva di estendere lo schieramento difensivo fino alle coste della Manica, impiegando in prima linea anche le truppe di riserva. Il generale Joffre progettava invece che l'esercito francese passasse risolutamente all'attacco e che le truppe operassero in modo aggressivo secondo le teorie dell'offensive à outrance. Il generale prevedeva che quattro armate avrebbero sferrato un doppio attacco a nord e a sud della Mosella in direzione delle Ardenne e della Lorena. Il comandante in capo non escludeva la possibilità, sospettata da molti anni dopo le sensazionali rivelazioni della famosa spia tedesca Le vengeur, che i tedeschi entrassero in Belgio violando la sua neutralità, ma credeva che si sarebbero limitati ad avanzare con forze limitate nella parte meridionale del paese; in questo caso un'altra armata, la 5ª tenuta in riserva sull'Oise, avrebbe potuto intervenire oltre il confine, non appena fosse stata confermata la violazione da parte tedesca della neutralità belga.
Inoltre il generale Joffre era stato informato che, secondo gli accordi pre-bellici tra gli stati maggiori, sviluppati a partire dal 1906 soprattutto dai generali Ferdinand Foch e Henry Hughes Wilson, un Corpo di Spedizione britannico (British Expeditionary Force, BEF) sarebbe sbarcato in Francia per prendere parte alla lotta contro i tedeschi. Dopo la dichiarazione di guerra britannica alla Germania del 4 agosto, le prime truppe s'imbarcarono già il 10 agosto ed entro pochi giorni affluirono nei porti di Boulogne, Le Havre e Dunkerque i primi due corpi d'armata del BEF di cui era previsto lo schieramento, al comando del generale John French, tra Maubeuge e Hirson, per supportare il fianco sinistro francese.

## La battaglia delle Frontiere
Mentre l'esercito tedesco completava con rapidità ed efficienza le operazioni di mobilitazione e concentrazione previste dal piano Schlieffen revisionato nella versione definitiva del 1913/1914, reparti di avanguardia costituiti da alcune brigate del X Corpo d'armata entrarono in Belgio e attaccarono subito la linea della Mosa e la posizione fortificata di Liegi. Gli attacchi tedeschi del 5 e 6 agosto fallirono di fronte alla valorosa resistenza dei belgi e lo stato maggiore tedesco dovette impiegare la sua artiglieria pesante d'assedio, riuscendo a conquistare la fortezza di Liegi dopo dieci giorni di bombardamenti.

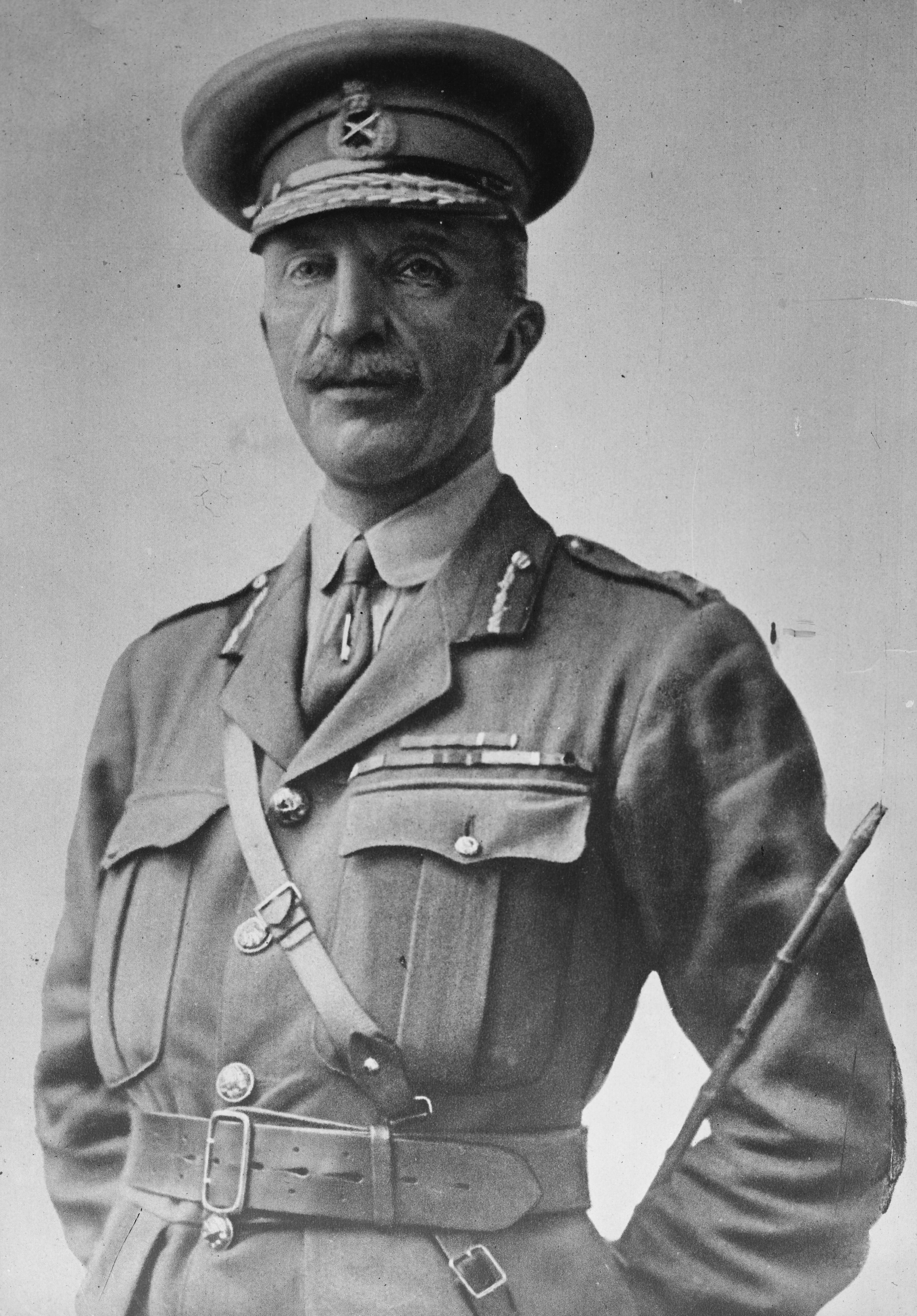
Il generale Henry Hughes Wilson, principale pianificatore dello stato maggiore britannico e vice-capo di stato maggiore del BEF

Dal 13 agosto iniziò l'offensiva generale dell'esercito tedesco all'Ovest; la potente ala destra che doveva effettuare l'avanzata decisiva a nord e a sud della Mosa, era costituita da oltre 700 000 soldati divisi in tre armate; verso Bruxelles e Namur avanzarono la 1ª Armata del generale Alexander von Kluck con sei corpi d'armata e la 2ª Armata del generale Karl von Bülow con altri sei corpi d'armata; il 17 agosto avanzò verso Namur e Dinant la 3ª Armata del generale Max von Hausen, con quattro corpi d'armata sassoni. La marcia della fanteria germanica era preceduta dai due corpi di cavalleria del generale Georg von der Marwitz e del generale Manfred von Richthofen. L'avanzata dell'ala destra tedesca in Belgio non fu ostacolata dall'esercito belga che stava ripiegando verso il fiume Gette, e fu caratterizzata da repressioni, rappresaglie e violenze sulla popolazione. La 1ª Armata tedesca del generale von Kluck il 20 agosto entrò a Bruxelles mentre i belgi abbandonarono la linea del fiume Gette e ripiegarono ad Anversa.
Al centro dello schieramento tedesco marciavano la 4ª Armata del duca Albrecht con cinque corpi d'armata e la 5ª Armata del Kronprinz Guglielmo con altri cinque corpi d'armata che avevano il compito di attraversare le Ardenne proteggendo il fianco sinistro dell'ala marciante, mentre in Lorena e Alsazia si trovavano la 6ª Armata costituita principalmente da truppe bavaresi al comando del principe Rupprecht e la 7ª Armata del generale Josias von Heeringen. Queste forze avrebbero dovuto svolgere essenzialmente un compito di copertura e tenere impegnate le forze francesi di fronte a loro.
Nel frattempo il generale Joffre aveva dato inizio ai movimenti previsti dal piano XVII, organizzando la concentrazione delle sue armate lungo il confine con la Germania e sulla riva della Mosa, a sud del confine belga. Dopo aver ricevuto dal Belgio il 5 agosto la richiesta di soccorso, il comandante in capo francese fece quindi attraversare la frontiera alle unità della 5ª Armata del generale Charles Lanrezac, posizionate inizialmente in Champagne, sul fianco sinistro dello schieramento. Dall'8 agosto il generale Joffre diede contemporaneamente inizio alla sua offensiva principale con la 1ª Armata del generale Auguste Dubail e la 2ª Armata del generale Édouard de Castelnau in Alsazia e Lorena; mise inoltre in movimento la 3ª Armata del generale Pierre Ruffey e la 4ª Armata del generale Fernand de Langle de Cary che avrebbero dovuto sferrare un attacco decisivo nelle Ardenne.

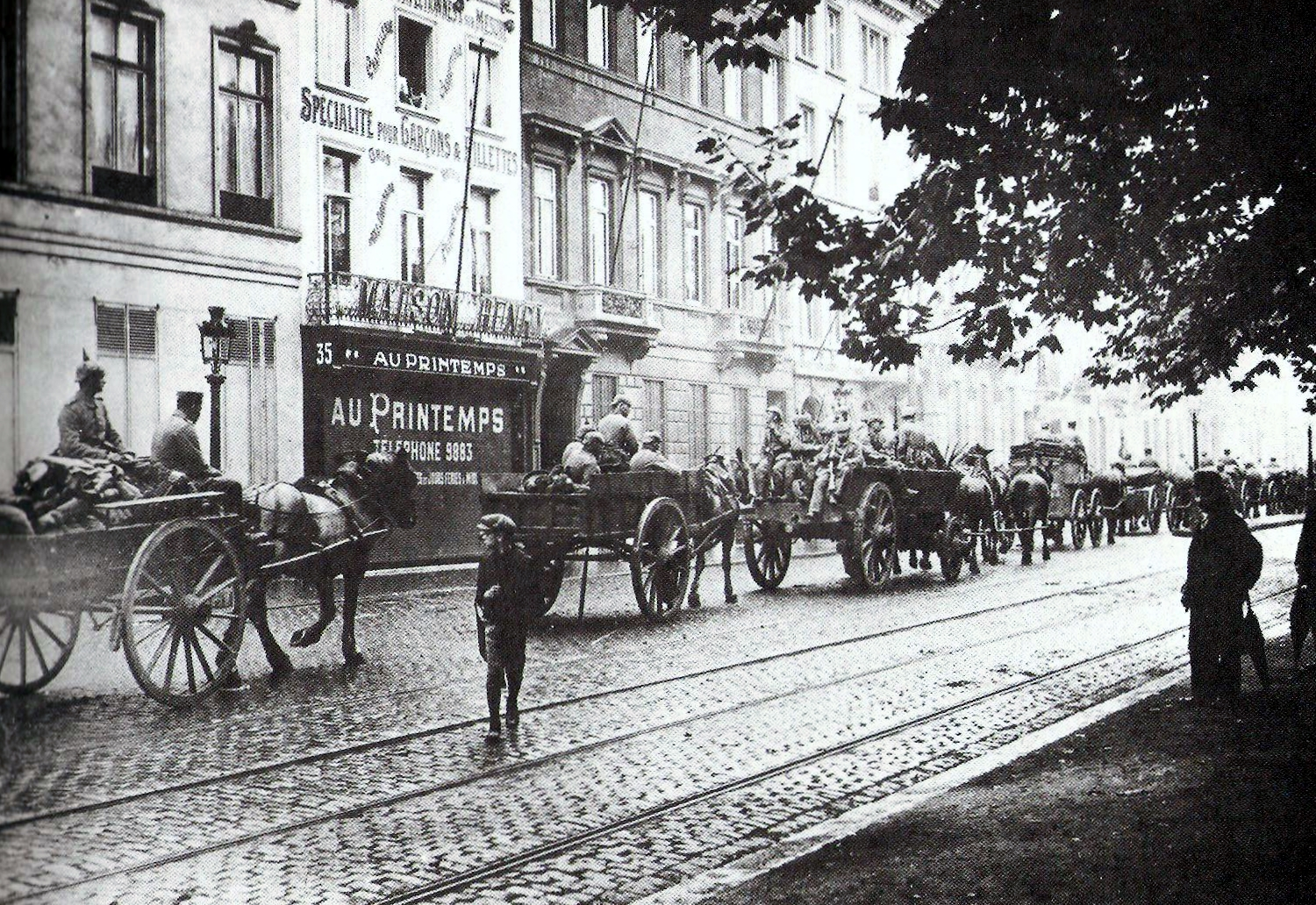
Entrata delle truppe tedesche della 1ª Armata a Bruxelles

Dopo un fallimentare attacco iniziale francese in Alsazia a Mulhouse, le armate contrapposte si affrontarono su tutto il fronte nella cosiddetta battaglia delle Frontiere tra il 20 e il 24 agosto. A sud, in Lorena, i francesi avanzarono inizialmente fino a Morhange e Sarrebourg dove tuttavia il 20 agosto furono contrattaccati dai bavaresi del principe Rupprecht che, dopo qualche esitazione, presero l'iniziativa in contrasto con i piani iniziali e ottennero alcuni importanti successi. In realtà i tedeschi non disponevano della superiorità numerica e quindi l'attacco non ottenne risultati decisivi e ricacciò i francesi su una barriera fortificata davanti a Nancy che aumentò la loro capacità di resistenza.
Nelle Ardenne le armate francesi, che secondo l'ottimistico piano del generale Joffre avrebbero dovuto affrontare solo "deboli forze" tedesche, incapparono invece nelle due armate del Kronprinz e del duca Albrecht che a loro volta avanzavano in direzione della Mosa. Nel difficile territorio boscoso della Ardenne si combatterono aspre battaglie d'incontro durante le quali i francesi sferrarono una serie di costosi e sterili attacchi frontali sotto il fuoco delle mitragliatrici tedesche. Le armate francesi dei generali Ruffey e de Langle de Cary furono battute a Virton e Neufchâteau e il 24 agosto dovettero ripiegare verso Sedan e Verdun. Infine sul fianco sinistro alleato la 5ª Armata del generale Lanrezac non riuscì, durante la battaglia di Charleroi (21-23 agosto), a difendere la linea della Sambre e della Mosa contro l'attacco convergente della 2ª e della 3ª Armata tedesche. I tentativi francesi di contrattaccare furono nuovamente respinti con forti perdite e il generale Lanrezac, temendo di essere tagliato fuori, decise autonomamente di ritirarsi verso sud. Il 23 agosto era entrato in azione anche il Corpo di spedizione britannico che aveva marciato da Maubeuge fino a Mons per proteggere il fianco sinistro del generale Lanrezac. Attaccato dalla 1ª Armata del generale von Kluck, in un primo tempo resistette tenacemente ma alla fine dovette ripiegare a sua volta per mantenere il contatto con lo schieramento francese che era in piena ritirata.

## La ritirata sulla Marna

### Marcia dell'esercito tedesco verso sud

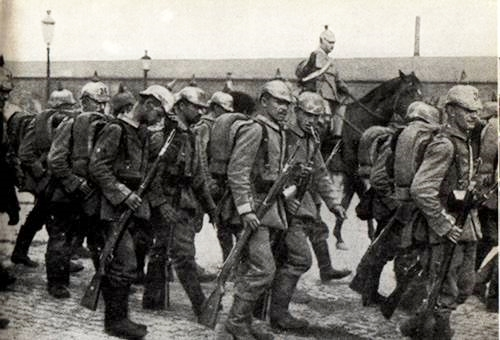
Truppe tedesche della 1ª Armata in marcia durante la grande avanzata verso sud

Il generale Joffre si rese conto con disappunto del fallimento del piano XVII; egli ritenne che la disfatta fosse stata dovuta soprattutto all'insufficiente energia dimostrata dai suoi generali e ritenne che le sue strategie fossero state corrette. Il suo ordine di ritirata generale del 25 agosto si conformava alle decisioni sul campo dei comandanti delle armate, ma il generale era deciso a guadagnare tempo organizzando un ripiegamento combattuto e contemporaneamente effettuare un ampio trasferimento di truppe dall'ala destra all'ala sinistra, mantenendo al centro il possesso della posizione di Verdun. Nel frattempo il Corpo di Spedizione britannico, dopo aver abbandonato Mons, stava effettuando una difficile ritirata sotto la pressione della 1ª Armata del generale von Kluck: il 25 agosto a Landrecies il I Corpo britannico fu messo in grave difficoltà, mentre il 26 agosto nella battaglia di Le Cateau il II Corpo del generale Horace Smith-Dorrien rischiò di essere distrutto e sfuggì verso sud solo dopo aver subito gravi perdite.
Il 28 e 29 agosto, mentre la 3ª e la 4ª Armata francesi contrastavano duramente il passo alla 4ª e 5ª Armata tedesche, il generale Joffre ordinò al generale Lanrezac, comandante della 5ª Armata, di fermare la sua ritirata e contrattaccare. Nella battaglia di Guise-San Quintino i francesi inflissero gravi perdite alla 2ª Armata tedesca del generale von Bülow e ottennero alcuni successi locali, arrestando per trentasei ore l'avanzata tedesca. Temendo di essere aggirato sui fianchi, il generale Lanrezac alla fine riprese la ritirata il 31 agosto. Alla fine del mese di agosto i francesi avevano già perso circa 260 000 uomini tra morti, feriti e dispersi e si stavano ritirando su tutto il fronte. Anche l'avanzata generale dell'esercito tedesco, che appariva inarrestabile, stava incontrando notevoli problemi logistici: le ferrovie che servivano i territori conquistati non erano all'altezza del compito di trasportare le ingenti quantità di rifornimenti indispensabili all'avanzata delle armate tedesche; i soldati dovevano marciare 50 o 60 km al giorno con tutto il loro equipaggiamento; i rifornimenti che raggiungevano i posti di smistamento ferroviario tendevano a rimanervi bloccati e, nonostante l'apertura di nuove strade, i veicoli a disposizione non riuscivano a soddisfare le esigenze di cinque armate in movimento simultaneo. Dal punto di vista operativo, ogni giorno che passava portava il fronte sempre più vicino a Parigi: quest'area ospitava invece una fitta rete di ferrovie che dava ai francesi la possibilità di muovere le proprie truppe molto più agevolmente.

### Errori del comando tedesco
Alla fine di agosto, dopo le battaglie di Le Cateau e di San Quintino, il generale von Moltke e gli altri generali tedeschi ritennero in un primo momento di aver ormai raggiunto la vittoria; sia il generale von Kluck sia il generale von Bülow inviarono rapporti in cui scrivevano di "disfatta decisiva inflitta al nemico" e di "vittoria totale"; il nemico era in "piena ritirata". Il generale von Kluck, comandante della 1ª Armata considerava, dopo aver superato le difese nemiche a Le Cateau e dopo i segni di disgregazione delle forze avversarie in ritirata, di aver ormai definitivamente distrutto la capacità di resistenza del Corpo di Spedizione britannico. La marcia dell'ala destra tedesca stava procedendo dal 29 agosto non più verso sud-ovest, in direzione della bassa Senna, come previsto dal piano Schlieffen originale, ma verso sud in una direzione generale a est di Parigi. Il generale von Moltke era consapevole fin dal 30 agosto di questa direzione dell'avanzata; in realtà, mentre alcuni storici hanno considerato questa marcia a est di Parigi un'errata iniziativa personale dei comandanti sul campo (soprattutto dell'ambizioso generale von Kluck), questa variante dell'originale piano Schlieffen, che prevedeva una marcia più vasta verso sud-ovest, era stata considerata nelle varie opzioni operative studiate dallo stato maggiore tedesco prima della guerra ed era condivisa dall'OHL. Sembra che l'alto comando tedesco fosse convinto che, di fronte alla disfatta alleata, una vasta manovra a ovest di Parigi fosse diventata inutile; inoltre è verosimile che l'OHL fosse preoccupato per il continuo indebolimento dell'ala destra e per le notevoli difficoltà logistiche sorte per assicurarne il rifornimento. L'ala destra tedesca aveva subito notevoli perdite e aveva marciato per centinaia di chilometri; essa era indebolita anche a causa della necessità di lasciare indietro alcuni corpi di riserva per controllare le piazzeforti nemiche, mentre due corpi, l'XI e quello di riserva della Guardia, erano in corso di trasferimento al fronte orientale dove si temeva un'invasione russa della Prussia Orientale. Si erano inoltre diffuse voci molto preoccupanti sull'arrivo di truppe russe in Gran Bretagna via mare dal porto di Arcangelo, che sarebbero presto sbarcate in Francia.
Notizie favorevoli provenivano invece dalle armate dell'ala sinistra: la 4ª Armata aveva superato la Mosa e il duca Albrecht parlava di "grande vittoria"; nel frattempo il generale von Kluck continuava ad avanzare e, trascurando le sollecitazioni del generale von Bülow a convergere verso est a Laon, marciava a sud verso Compiègne e Soissons. All'inizio di settembre al quartier generale dell'OHL a Lussemburgo sorsero nuovi dubbi e incertezze; l'ottimismo del generale von Kluck non era completamente condiviso e lo stesso ministro della guerra Erich von Falkenhayn aveva evidenziato che non c'erano segni di aver raggiunto una vittoria decisiva; il nemico si ritirava in buon ordine mantenendo la coesione e le truppe tedesche avevano catturato pochi prigionieri e armi abbandonate.
Il generale von Moltke diramò nuovi ordini generali il 2 settembre. Prevedevano che l'armata del generale von Kluck arrestasse la sua marcia verso sud e invece assumesse una posizione di sbarramento verso ovest per proteggere il fianco destro dell'armata del generale von Bülow contro possibili attacchi francesi provenienti dalla regione di Parigi. In un primo momento il generale von Kluck non eseguì queste disposizioni e continuò ad avanzare verso sud; il 4 settembre il generale von Moltke diede quindi nuove disposizioni e inviò il tenente colonnello Richard Hentsch al quartier generale della 1ª Armata. Il nuovo piano del comandante in capo prevedeva ancora che il generale von Kluck e il generale von Bülow fermassero la loro avanzata e si schierassero verso ovest e sud-ovest per coprire il fianco destro delle altre armate. Sull'ala sinistra la 6ª e la 7ª Armata avrebbero dovuto agganciare le forze francesi in Lorena, mentre l'attacco principale sarebbe stato sferrato dalla 4ª e dalla 5ª Armata verso le Argonne, in direzione di Verdun e Nancy; infine la 3ª Armata del generale von Hausen avrebbe dovuto eventualmente prestare appoggio sulla sua destra o sulla sinistra in caso di difficoltà delle armate schierate sulle ali. Questa nuova direttiva, quindi, abbandonava definitivamente l'originale piano Schlieffen di aggiramento generale dell'esercito anglo-francese per mezzo di una manovra decisiva dell'ala destra e contribuiva a confondere ulteriormente i comandanti sul campo.
Il generale Alexander von Kluck, estremamente risoluto e aggressivo, non fu impressionato da queste direttive; egli e il suo capo di stato maggiore, generale Hermann von Kuhl, rimasero fiduciosi anche dopo aver ricevuto la notizia che le avanguardie avevano segnalato di aver identificato nuove formazioni francesi, e dopo che i rapporti confermarono che erano in corso da parte nemica vasti spostamenti di truppe verso ovest. Le truppe della 1ª Armata continuavano ad avanzare con successo verso sud: il 3 settembre il III Corpo d'armata del generale Ewald von Lochow e il IX Corpo d'armata del generale Ferdinand von Quast raggiunsero la Marna e iniziarono ad attraversarla tra Nanteuil-sur-Marne e Château-Thierry; nel frattempo il IV Corpo d'armata del generale Friedrich Bertram Sixt von Armin era arrivato sull'Aisne e il II Corpo d'armata del generale Alexander von Linsingen era a sud dell'Oise, a Chantilly. In realtà la 1ª Armata, che aveva marciato e combattuto continuamente per due settimane, attraversando il Belgio a nord della Mosa e sconfiggendo ripetutamente le truppe britanniche, mostrava segni di indebolimento e di esaurimento; alla fine di agosto contava 2 863 morti, 7 869 feriti e 9 248 malati. Le truppe erano stanche e in non buone condizioni a causa delle carenze di equipaggiamento e rifornimento dovute alle difficoltà logistiche. Nonostante la sua armata avesse perso parte della sua potenza offensiva, il generale von Kluck riteneva indispensabile non fermare la marcia e non dare respiro al nemico continuando verso sud; Parigi era a sessanta chilometri di distanza.
Alle ore 07:00 del 5 settembre i generali von Kluck e von Kuhl ricevettero i nuovi ordini dell'OHL e nel pomeriggio il tenente colonnello Hentsch giunse al quartier generale dell'armata; i due comandanti ammisero che le loro truppe erano stanche e "al limite delle loro capacità", lamentarono la mancanza di coordinamento tra le armate e richiesero l'invio in rinforzo del III e del VII Corpo d'armata di riserva, impegnati in quel momento ad Anversa e Maubeuge. Alla fine accettarono di seguire le nuove disposizioni del generale von Moltke anche se ribadirono che i britannici non erano ormai, dopo le "ripetute sconfitte", in grado di passare all'attacco. I generali von Kluck e von Kuhl avevano già deciso nei giorni precedenti di mantenere a nord della Marna il IV Corpo di riserva del generale Hans von Gronau, debole e privo di adeguati servizi di comunicazione, per proteggere il fianco destro contro minacce da Parigi ritenute peraltro poco probabili, ma continuarono a prestare attenzione soprattutto a sud dove indirizzarono la maggior parte delle ricognizioni aeree. In realtà anche all'OHL prevaleva un certo ottimismo; si diede poca importanza ai rapporti sui movimenti di truppe francesi verso ovest, interpretati solo come azioni di retroguardie.

### Organizzazione della controffensiva francese

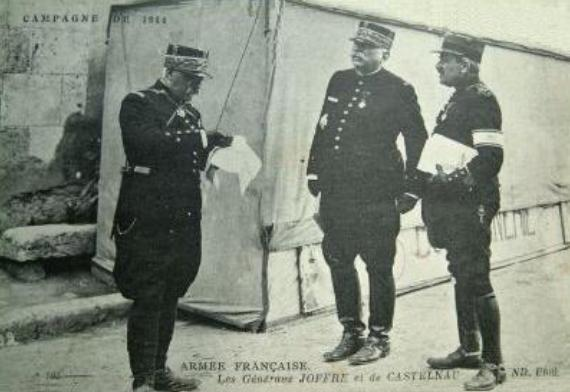
A sinistra il generale Édouard de Castelnau, al centro il generale Joseph Joffre

Il generale Joffre aveva deciso la ritirata generale dopo l'esito sfavorevole delle battaglie alle frontiere ma non era rassegnato alla sconfitta; nella sua "Istruzione generale n. 2" del 25 agosto, oltre a indicare nuove tattiche per migliorare la cooperazione tra fanteria e artiglieria e per evitare imprudenti attacchi frontali, il comandante in capo prevedeva già la costituzione di "un nuovo gruppo di forze" con alcuni corpi d'armata e divisioni trasferite dall'Alsazia e da Parigi che sarebbe stato schierato nella regione di Amiens o sulla Somme per aggirare l'ala destra tedesca. In un primo momento il generale Joffre aveva sperato di fermare le armate tedesche sulla linea della Somme e dell'Oise ma la disfatta britannica a Le Cateau e la conseguente ritirata del BEF lo avevano costretto ad abbandonare questo piano ottimistico e a ordinare la continuazione del ripiegamento generale verso la Senna. Durante i giorni della ritirata il generale Joffre dispiegò grande energia, recandosi ai posti di comando delle armate per controllare la situazione, raggruppando rinforzi per il fronte e procedendo anche alla sostituzione di molti generali con nuovi ufficiali superiori, da lui ritenuti maggiormente ottimisti e decisi a combattere con la massima determinazione.
L'alto comando francese venne subito a conoscenza nei primi giorni di settembre che le armate tedesche dell'ala destra sembravano aver modificato la loro linea di avanzata e marciavano non più verso sud-ovest ma direttamente verso sud; intercettazioni di messaggi inviati da varie unità tedesche e ricognizioni aeree giunsero a questa conclusione. Le notizie vennero confermate da nuovi rapporti di aerei da ricognizione francesi e britannici il 3 settembre; l'ala destra tedesca aveva effettivamente deviato verso l'Ourcq e la Marna.
Il Corpo di Spedizione britannico raggiunse la Marna il 2 settembre e il giorno seguente la attraversò, facendo saltare i ponti; in tredici giorni i britannici erano arretrati di quasi 250 chilometri combattendo tenacemente e compiendo molte azioni di retroguardia. Le truppe britanniche erano stanche e lo stesso generale French sembrava scoraggiato ritenendo che le sue forze necessitassero soprattutto di alcuni giorni di riposo; dopo la disfatta a Le Cateau si era parlato in un primo momento anche di ritirare le truppe verso i porti della Manica per reimbarcarle. Il Corpo di Spedizione britannico si fermò momentaneamente a est di Parigi nella regione di Meaux, prima di riprendere la ritirata. Il 2 settembre il governo francese abbandonò la capitale e si trasferì a Bordeaux mentre il generale Joseph Simon Gallieni venne nominato governatore militare della città; esperto e risoluto, il generale dimostrò subito grande energia e forte volontà di difendere la capitale.

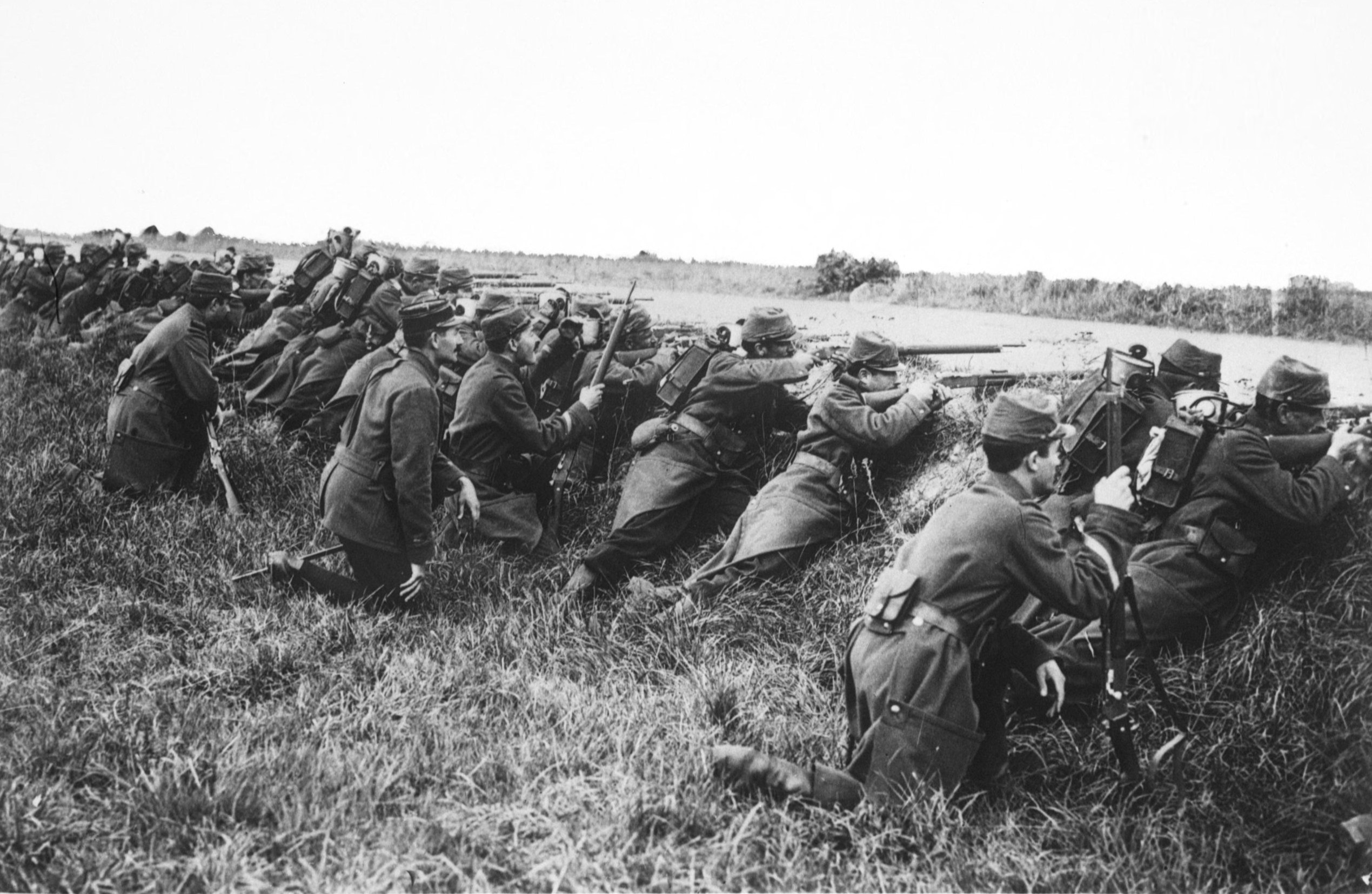
Fanteria francese mentre si appresta a combattere il nemico in avanzata sulla Marna

Il generale Gallieni comprese subito l'occasione favorevole che si presentava per l'esercito francese grazie alla sorprendente deviazione dell'avanzata tedesca. Il raggruppamento al comando del generale Michel Joseph Maunoury, la nuova 6ª Armata organizzata come "massa di manovra" dal generale Joffre che era in costituzione a est di Parigi, ammontava ormai a oltre 150 000 uomini e il generale Gallieni decise autonomamente il 3 settembre che, se le truppe tedesche continuavano a marciare a sud-est della capitale come segnalavano i rapporti e le informazioni delle ricognizioni aeree, era giunto il momento di attaccarle sul fianco; egli non attese ordini specifici del generale Joffre ma diramò subito disposizioni offensive al generale Maunoury, quindi si recò insieme al comandante della 6ª Armata a Melun per illustrare la situazione al generale French e convincerlo a cooperare.
Il comandante in capo britannico non era presente al quartier generale e Gallieni poté illustrare i suoi piani soltanto al capo di stato maggiore, generale Archibald Murray, che tuttavia non apparve molto interessato e non accolse affatto i suggerimenti del generale francese; le truppe britanniche continuavano a ripiegare e nella giornata del 3 settembre passarono a sud del fiume Grand Morin. Lo stesso giorno risultati più confortanti ottenne invece il generale Louis Franchet d'Esperey, nuovo comandante della 5ª Armata al posto del generale Lanrezac, che discusse la situazione con il generale Henry Hughes Wilson, sottocapo di stato maggiore del BEF; quest'ultimo fu più positivo e aderì rapidamente al programma di controffensiva generale promettendo la partecipazione del Corpo di Spedizione britannico. Il 4 settembre il generale Franchet d'Esperey poté quindi rassicurare il generale Joffre e garantirgli la "assoluta collaborazione dei britannici".

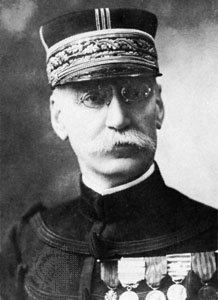
Il generale Joseph Simon Gallieni, governatore militare di Parigi

Mentre alcuni storici hanno evidenziato soprattutto il presunto ruolo decisivo del generale Gallieni nella decisione di attaccare sul fianco destro tedesco, altri autori hanno invece dimostrato che fu il generale Joffre durante tutta la ritirata a pianificare e organizzare lo schieramento per rendere possibile una simile controffensiva; i progetti del comandante in capo prevedevano in effetti proprio di trasferire forze da est a ovest per costituire una nuova massa di manovra con cui proteggere Parigi e contrattaccare l'ala destra tedesca. In realtà al quartier generale francese erano in corso da giorni la pianificazione e l'organizzazione della controffensiva; in pratica la discussione verteva soprattutto sui tempi di effettuazione dell'attacco: mentre il principale collaboratore del generale Joffre, il maggiore Maurice Gamelin, riteneva che fosse arrivato il momento di attaccare, invece il generale Henri Berthelot (vice-capo di stato maggiore) consigliava di attendere ancora e di sferrare la controffensiva solo dopo che le armate francesi avessero raggiunto la Senna e l'Aube. Sembra che, apprendendo queste notizie, il generale Gallieni abbia protestato temendo che un'ulteriore ritirata avrebbe compromesso l'esito della battaglia. Il generale Joffre accolse i pareri del maggiore Gamelin e del generale Gallieni e decise di attaccare il 6 settembre; anche il generale Berthelot alla fine si dichiarò favorevole.
Il generale Joffre svolse un grande lavoro organizzativo nelle ore precedenti l'attacco e il 5 settembre comunicò al governo i suoi piani, descrisse la situazione strategica come "eccellente" e disse che "non si poteva sperare in una condizione migliore"; si dichiarò deciso a combattere "con tutte le nostre forze" per "raggiungere la vittoria". Nella stessa giornata diramò le sue "Istruzioni generali" n. 5 e n. 6. Con la prima ordinava alla 3ª Armata del generale Maurice Paul Emmanuel Sarrail, che aveva sostituito il generale Ruffey, alla 4ª Armata del generale de Langle de Cary e alla nuova 9ª Armata di cui aveva assunto il comando il generale Ferdinand Foch, di arrestare la loro ritirata e contrattaccare a partire dal 6 settembre. Nella "Istruzione generale n. 6", diramata alle ore 22:00 del 5 settembre, indicò i dettagli principali dell'offensiva sull'ala sinistra a cui avrebbero preso parte la 6ª Armata del generale Maunoury, che avrebbe attaccato dalla regione di Parigi in direzione dell'Ourcq, mentre il corpo di spedizione britannico e la 5ª Armata del generale Franchet d'Esperey avrebbero marciato da sud in direzione di Montmirail; l'armata del generale Foch avrebbe protetto il fianco destro della 5ª Armata nella zona delle paludi di Saint-Gond.
Il comandante in capo francese mantenne fino all'ultimo dubbi sulla reale volontà dei britannici di fermare la ritirata e prendere parte alla controffensiva nonostante le assicurazioni del generale Franchet d'Esperey e del generale Wilson; Joffre decise di incontrare personalmente il generale French al quartier generale del BEF di Château Vaux-le Penil. Fu un colloquio drammatico reso ancor più incerto dalla difficoltà di comprensione linguistica tra i due alti ufficiali; alla fine, di fronte alle vigorose esortazioni di Joffre, French assicurò che il 6 settembre i britannici avrebbero partecipato alla controffensiva generale.

## Le forze in campo

### L'esercito tedesco

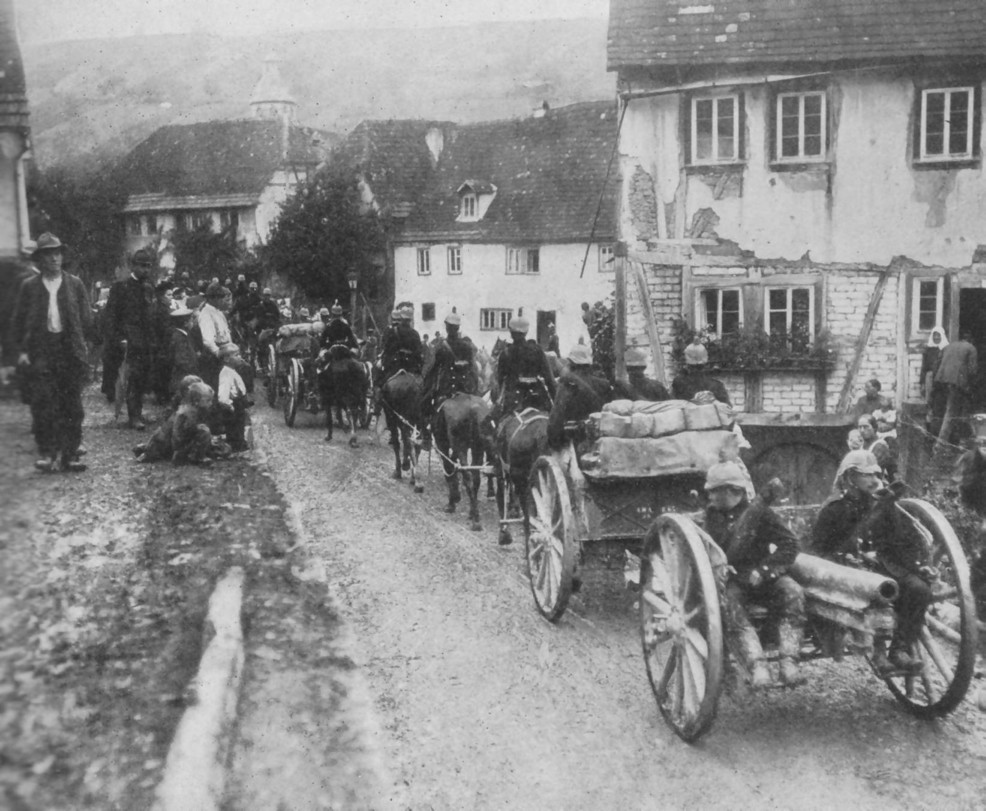
Colonna di cannoni campali FK 96 nA in marcia durante la grande avanzata dell'estate 1914 in Occidente

Nei progetti originari del generale von Schlieffen l'ala destra tedesca avrebbe dovuto essere costituita da 69 divisioni di fanteria e 8 di cavalleria, mentre sull'ala sinistra in Lorena e Alsazia sarebbero rimaste solo 10 divisioni di fanteria e tre di cavalleria, assicurando un rapporto di 7:1 alle armate incaricate di effettuare la decisiva manovra avvolgente attraverso il Belgio e la Francia settentrionale. Il generale von Moltke, succeduto al generale von Schlieffen nel 1906, ritenne tuttavia che fosse indispensabile inviare forze più cospicue all'est contro i russi e in Alsazia e Lorena per proteggere quelle regioni contro un'offensiva francese; quindi l'ala destra perse 96 battaglioni e l'ala sinistra fu rafforzata con 85 battaglioni, assommando nel nuovo piano di schieramento a 24 divisioni e mezzo. In questo modo il rapporto di forze tra le due ali dell'esercito tedesco all'ovest scese a 3:1 in favore dell'ala destra marciante. Inoltre nel corso della battaglia a causa delle perdite, del logoramento, della necessità di lasciare indietro forze cospicue di occupazione e alcuni corpi d'armata, per bloccare le fortezze di Maubeuge e Anversa, l'esercito tedesco si indebolì progressivamente. Dopo le prime notizie delle sconfitte in Prussia orientale il generale von Moltke trasferì alla fine di agosto all'est due corpi d'armata della 2ª Armata. Nel momento decisivo della battaglia della Marna quindi l'esercito tedesco si trovò in inferiorità numerica di fronte al nemico, potendo mettere in campo solo 44 divisioni di fanteria e 7 di cavalleria con 750 000 soldati.
Dal punto di vista tecnico e tattico l'alto comando tedesco sembrava aver compreso l'importanza della potenza di fuoco e la rivoluzione in corso nell'arte della guerra; il soldato tedesco, equipaggiato con la nuova divisa feldgrau poco vistosa e il Pickelhaube, l'elmo di cuoio a chiodo dell'esercito prussiano, era armato con il fucile a retrocarica a cinque colpi Mauser 98 da 7,92 mm. Ogni reggimento di fanteria disponeva di una compagnia di mitragliatrici equipaggiata con l'affidabile e potente MG 08. I reggimenti di artiglieria campale divisionale e di corpo d'armata erano dotati di cannoni da 7,7 cm e obici pesanti da 10,5 cm e 15 cm in grado di assicurare un potente supporto di fuoco; le truppe erano state addestrate ad avanzare con rapide manovre con il sostegno delle mitragliatrici che venivano considerate fondamentali non solo in difesa ma anche in attacco. Inoltre, secondo la dottrina dell'Auftragstaktik, la teoria tedesca prevedeva la decentralizzazione della direzione tattica sul campo di battaglia e quindi la valorizzazione della capacità di iniziativa di ufficiali inferiori e sottufficiali. Durante la campagna in occidente e la battaglia della Marna le truppe tedesche in generale applicarono queste tattiche e furono soprattutto in grado di impiegare come sostegno della fanteria la compagnia di mitragliatrici. Tuttavia in alcune fasi dei combattimenti in Belgio e sulla Marna l'esercito tedesco sferrò attacchi in massa con dense colonne a ranghi serrati senza considerare la potenza di fuoco delle armi moderne.
Dal punto di vista operativo l'esercito tedesco ebbe notevoli difficoltà nel settore delle comunicazioni e non riuscì ad assicurare un adeguato collegamento tra le armate in movimento; di conseguenza spesso l'OHL, rimasto molto indietro prima a Coblenza e poi a Lussemburgo, non fu tempestivamente informato degli sviluppi della situazione ed ebbe conoscenza in ritardo di informazioni essenziali. Il generale Helmuth von Moltke, in precarie condizioni di salute, non molto ottimista e fortemente provato dalla tensione della campagna, non fu in grado di controllare strettamente i suoi principali subordinati che in alcune occasioni presero decisioni fondamentali di propria iniziativa.

### L'esercito francese
Il generale Joseph Joffre era dal 1911 il comandante in capo designato dell'esercito francese in caso di guerra; proveniente dal genio militare, aveva servito nelle colonie ed era considerato un esperto di trasporti e della logistica più che uno stratega. Durante la campagna dimostrò determinazione e fiducia nella vittoria nonostante le prime sconfitte e la situazione apparentemente compromessa; il piano di guerra XVII si dimostrò rapidamente inadeguato ma il generale seppe riorganizzare il suo schieramento trasferendo le truppe nei punti decisivi e riuscendo a raggiungere la superiorità numerica nel momento e nei settori più importanti. Durante la battaglia della Marna gli Alleati misero in campo 56 divisioni di fanteria, di cui cinque britanniche, e dieci divisioni di cavalleria, di cui una britannica; un totale di circa un milione di soldati.

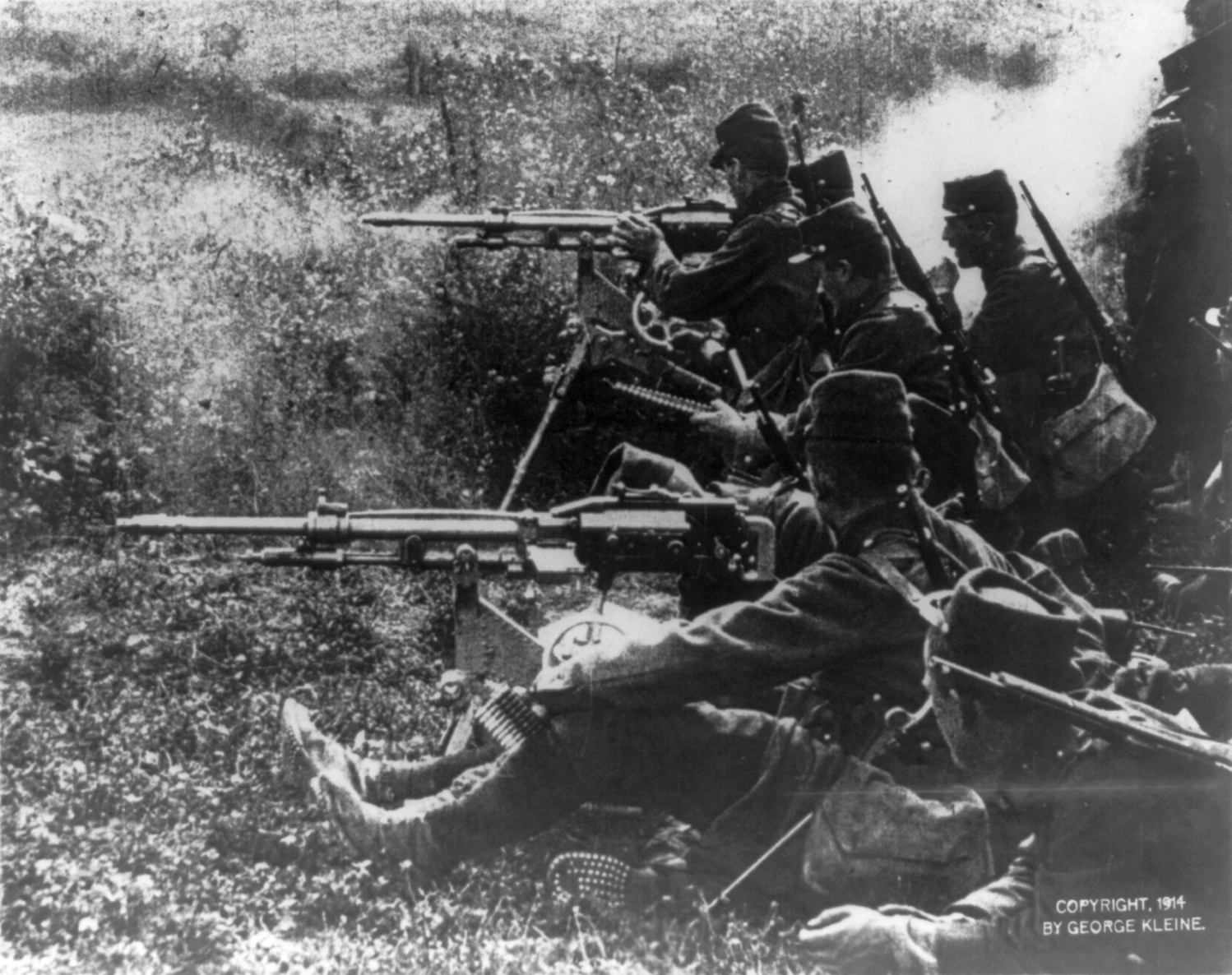
Mitraglieri francesi in azione con due mitragliatrici Saint-Étienne

L'esercito francese era entrato in guerra impiegando le teorie tattico-operative dell'offensiva a oltranza; queste concezioni tattiche, condivise dalla maggior parte dei generali francesi, prevedevano il cosiddetto attaque brusquée ("attacco rapido e impetuoso") e si basavano sulle teorie idealistiche dell'élan ("slancio vitale") e della "furia francese", che ritenevano il soldato francese intrinsecamente superiore come combattente rispetto all'avversario. Il soldato, ancora equipaggiato con la divisa ottocentesca con la lunga giubba blu e gli sfolgoranti pantalon rouge, era armato con il moderno fucile Lebel da 8 mm con caricatore tubolare da otto colpi e con la mitragliatrice Saint-Étienne, ma i comandi mostravano dubbi sulla reale importanza di questa arma considerata troppo pesante e soprattutto eccessiva consumatrice di munizioni. Dal punto di vista dell'armamento il punto di forza dell'esercito francese era costituito dall'eccellente artiglieria campale, che era dotata del micidiale cannone da 75 mm assegnato alle batterie divisionali e alla riserva di corpo d'armata, considerato molto superiore ai cannoni campali tedeschi e in grado, grazie alla sua precisione, al suo tiro teso, alla sua gittata, alla sua mobilità e soprattutto alla sua impressionante cadenza di tiro fino a 20-30 colpi al minuto, di appoggiare gli attacchi di fanteria e di dominare il campo di battaglia. L'esercito francese invece disponeva di soli 300 pezzi di artiglieria pesante da 105, 120 e 155 mm che erano ritenuti di limitata utilità nella rapida guerra di movimento prevista dai teorici dello stato maggiore.
Di fatto durante le prime battaglie i francesi subirono la superiorità dell'artiglieria pesante tedesca ed ebbero perdite elevatissime a causa dell'eccessivo slancio offensivo e della continua ricerca da parte della fanteria dell'attacco decisivo frontale alla baionetta. I generali francesi compresero che l'adozione scriteriata dell'offensiva a oltranza sarebbe stata rovinosa di fronte alle mitragliatrici tedesche, e se durante la battaglia della Marna l'esercito francese continuò sostanzialmente a impiegare tattiche di attacco in masse serrate cercò anche di sfruttare al meglio l'artiglieria campale; le batterie da 75 mm furono in alcune occasioni concentrate per fornire un costante ed efficace appoggio di fuoco sia per supportare la fanteria all'assalto sia per respingere gli attacchi nemici.

### L'esercito britannico

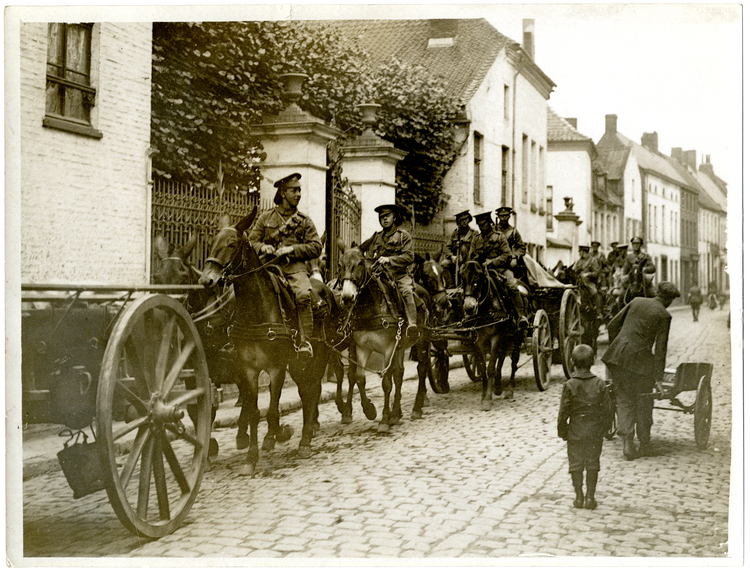
Una batteria di artiglieria campale britannica in movimento

Il Corpo di Spedizione britannico sbarcato in Francia entro il 20 agosto era costituito da tre corpi d'armata con cinque divisioni di fanteria e una di cavalleria, circa 130 000 soldati; si trattava di truppe regolari di professionisti esperte e ben addestrate con adeguati supporti logistici. Dopo la modesta prestazione nel corso della grande guerra boera del 1899-1902 l'esercito britannico aveva promosso un ampio programma di riforme costituendo nel 1906 lo stato maggiore imperiale e sviluppando soprattutto l'armamento e l'organizzazione logistica delle sue forze. La fanteria britannica, equipaggiata con la moderna uniforme color cachi, entrò in campo armata dell'ottimo fucile Lee-Enfield a dieci colpi e della robusta mitragliatrice Vickers, mentre l'artiglieria disponeva dell'eccellente cannone campale a tiro rapido da 18 libbre e inoltre era ben fornita di obici da 4,5 pollici e di cannoni pesanti da 60 libbre.
Dal punto di vista della tattica, la teoria britannica evidenziava l'importanza della potenza di fuoco ma continuava ancora a preferire l'attacco a distanza ravvicinata preceduto dall'impiego dei cannoni e delle mitragliatrici; persistevano tradizioni vittoriane soprattutto nei reparti di cavalleria. Nello stato maggiore accanto a generali dotati di buone capacità organizzative, non mancavano ufficiali di scarsa qualità ed eccessivamente legati alle vecchie tattiche. Il feldmaresciallo John French, arrivato in Francia il 14 agosto 1914, avrebbe dimostrato modeste qualità di comando collaborando con difficoltà con i generali francesi; il generale Henry Wilson, vice-capo di stato maggiore imperiale, divenne subito il principale ufficiale di collegamento tra i due alleati. Nelle prime battaglie i britannici dimostrarono tenacia e buon addestramento al tiro, ben impressionando le truppe tedesche; riuscirono a mantenere la coesione nonostante un'interminabile e sfibrante ritirata. Nel corso della battaglia della Marna parteciparono alla controffensiva avanzando nell'ampio varco aperto nel fronte tedesco, ma dimostrarono eccessiva prudenza, progredendo con grande lentezza nonostante la scarsa opposizione e le modeste perdite.

## Svolgimento della battaglia
(Proclama del generale Joseph Joffre alle truppe, 5 settembre 1914)

### I combattimenti sull'Ourcq

#### 5 settembre

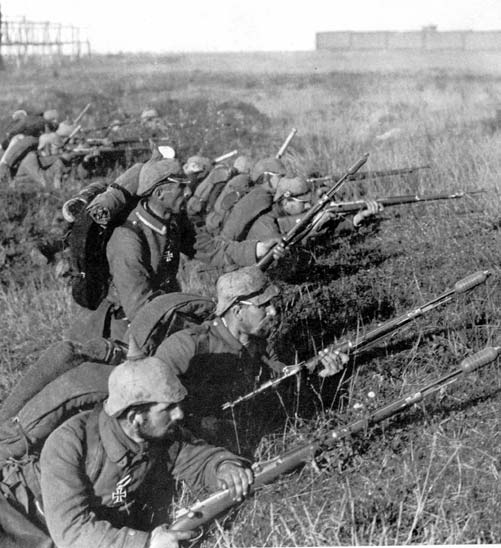
Truppe tedesche durante la battaglia

Il generale Maunoury avrebbe dovuto, secondo i piani del generale Joffre, sferrare l'attacco principale colpendo il fianco destro scoperto dell'esercito tedesco, la cui massa principale sembrava avanzare a sud della Marna, ignaro della concentrazione francese a est di Parigi. La 6ª Armata tuttavia era appena stata costituita raggruppando insieme il 7º Corpo d'armata del generale Frédéric Vautier proveniente dall'Alsazia, il 5º e il 6º Gruppo di divisioni di riserva dei generali Henri de Lamaze e Charles Ebener, l'esausta cavalleria del generale André Sordet e truppe appena trasferite dal Nordafrica; era previsto l'arrivo anche del 4º Corpo d'armata del generale Victor René Boëlle che in precedenza aveva fatto parte della 3ª Armata nelle Ardenne. Questi reparti erano in parte già indeboliti dopo le marce forzate e i combattimenti di agosto e avevano avuto pochissimo tempo per organizzare lo schieramento, effettuare ricognizioni e studiare i dettagli tattici. Il generale Maunoury aveva deciso di mettere in movimento le sue forze fin dal mattino del 5 settembre; gli ordini raggiunsero le unità di testa alle 06:00, appena un'ora prima del momento stabilito per iniziare la marcia; i francesi non si attendevano una forte resistenza e ritenevano che il grosso delle truppe tedesche fosse ancora a sud-ovest.
In realtà, mentre gran parte della 1ª Armata del generale von Kluck era in marcia a sud e aveva già raggiunto il fiume Grand Morin, il IV Corpo d'armata di riserva tedesco del generale Hans von Gronau, costituito da due divisioni di fanteria e una di cavalleria, era rimasto a nord della Marna, intorno alla città di Nanteuil-le-Haudouin. Alle ore 11:00 la cavalleria tedesca individuò le avanguardie francesi in movimento e il generale von Gronau, nonostante la mancanza di informazioni e la debolezza delle sue forze, decise di fermare la marcia e attaccare le forze segnalate a ovest. Alle ore 12:30 l'artiglieria tedesca iniziò a colpire le truppe francesi, appartenenti al gruppo del generale Lamaze, che ignare della vicinanza del nemico si erano appena fermate nei villaggi di Iverny, Villeroy e Monthyon.

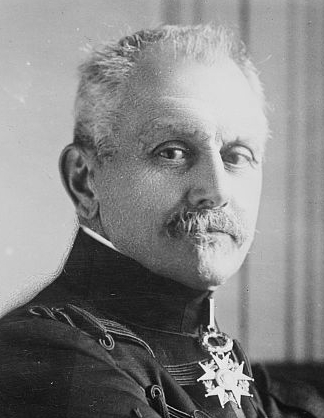
Il generale Michel Joseph Maunoury, comandante della 6ª Armata francese

I francesi in un primo momento furono sorpresi dall'assalto tedesco ma poterono trattenerlo grazie al fuoco dei cannoni da 75 mm e la 55ª Divisione di riserva riuscì a organizzare una linea di sbarramento a est di Iverny e Villenoy; invece una brigata marocchina subì pesanti perdite mentre cercava di avanzare e anche il tentativo francese di muovere da Villeroy venne respinto dal fuoco dell'artiglieria tedesca. Più a nord si svilupparono aspri combattimenti nel bosco di Tillières dove la 56ª Divisione di riserva francese venne attaccata da una divisione tedesca, mentre ancora più a nord la 14ª Divisione francese si trovò improvvisamente in combattimento a Bouillancy. Al termine della giornata del 5 settembre, caratterizzata da scontri confusi e sanguinosi, il generale von Gronau decise di sospendere gli attacchi e ripiegare prudentemente su una linea più arretrata; le sue truppe avevano subito forti perdite soprattutto a causa del tiro dell'artiglieria francese e inoltre era evidente che avevano di fronte forze molto superiori numericamente. Il generale riteneva urgente l'arrivo di rinforzi per consolidare le sue linee.
Il generale von Kluck e il suo capo di stato maggiore, generale Hermann von Kuhl, divennero finalmente consapevoli della pericolosa situazione del fianco destro della 1ª Armata, difeso solo dal debole IV Corpo d'armata di riserva e sottoposto a una crescente pressione da parte del nuovo raggruppamento francese. Le cattive notizie furono comunicate telefonicamente dal generale von Gronau a mezzanotte del 5 settembre; i generali von Kluck e von Kuhl tuttavia decisero di accettare la battaglia a est di Parigi, di raggruppare la maggior parte dell'armata, che si trovava in quel momento a sud della Marna, e attaccare verso ovest sull'Ourcq. Al primo mattino del 6 settembre il II Corpo d'armata della Pomerania del generale Alexander von Linsingen venne richiamato a nord della Marna e diretto verso Lizy-sur-Ourcq e Germigny-l'Évêque, mentre nel primo pomeriggio anche il IV Corpo prussiano del generale Sixt von Arnim ricevette gli ordini di sospendere l'avanzata a sud della Marna e marciare a tappe forzate verso nord-ovest. In realtà sembra che i generali von Kluck e von Bülow inizialmente ritennero che le forze francesi in azione a est di Parigi fossero solo retroguardie e solo il ritrovamento il 6 settembre di copie dell'appello alle truppe del generale Joffre chiarì la situazione; all'OHL, informati degli ultimi sviluppi, il generale von Moltke e il colonnello Tappen compresero che la ritirata nemica era finita e stava iniziando la battaglia decisiva. Il colonnello Tappen parlò di "giorno della decisione" e disse che "finalmente li abbiamo agganciati", che "sarà uno scontro durissimo" e che "le nostre valorose truppe conoscono bene il loro compito".

#### 6 settembre
Al mattino del 6 settembre le avanguardie francesi occuparono il terreno abbandonato dal IV Corpo di riserva, che durante la notte aveva preso posizione sul margine orientale del plateau di Multien, a ovest dell'Ourcq; gli ordini del generale Maunoury prevedevano di riprendere l'offensiva e marciare verso le cittadine di Saint-Soupples e Marcilly con il raggruppamento di riserva del generale Lamaze; verso Penchard con la 45ª Divisione e verso il plateau con il 7º Corpo d'armata del generale Vautier. I combattimenti iniziarono alle ore 10:00, ma alle ore 12:00 arrivarono sul campo di battaglia le due divisioni del II Corpo d'armata del generale von Linsingen che, dopo una marcia forzata di sessanta chilometri, presero posizione sulle due ali dello schieramento tedesco. Nonostante l'arrivo di questi rinforzi, il generale Maunoury riprese ostinatamente gli attacchi dopo aver raggruppato le forze del generale Lamaze; fino alle ore 16:30 i francesi sferrarono continui assalti frontali ma non riuscirono a progredire sul terreno scoperto battuto dal fuoco tedesco; a Barcy la 55ª Divisione venne respinta con gravi perdite, mentre a Chambry la 45ª Divisione e la Brigade de chasseurs indigènes marocains del generale Albert Ditte non ottennero risultati di fronte alla resistenza della 3ª Divisione di fanteria del generale Karl von Trossel. A Étrépilly la 56ª Divisione, dopo una serie di assalti infruttuosi, venne contrattaccata e riuscì a stabilizzare la situazione grazie al fuoco di quattro cannoni da 75 mm impiegati a distanza ravvicinata.
Anche negli altri settori l'offensiva della 6ª Armata non raggiunse risultati decisivi; mentre la 63ª Divisione riuscì a guadagnare terreno e a conquistare la Ferme de Champfleury e la cittadina di Puisieux, più a nord la 14ª Divisione francese venne contrattaccata e riperse parte delle posizioni conquistate. Gli scontri erano stati molto aspri e sanguinosi e anche le truppe tedesche avevano subito perdite pesanti; il IV Corpo di riserva era ormai molto indebolito e moralmente provato e anche il II Corpo necessitava di rinforzi. Il generale von Linsingen in serata richiese l'intervento urgente del IV Corpo d'armata del generale von Arnim che su ordine del generale von Kluck si stava avvicinando da sud-est; i primi reparti raggiunsero alle ore 02:00 del 7 settembre l'area dei combattimenti.

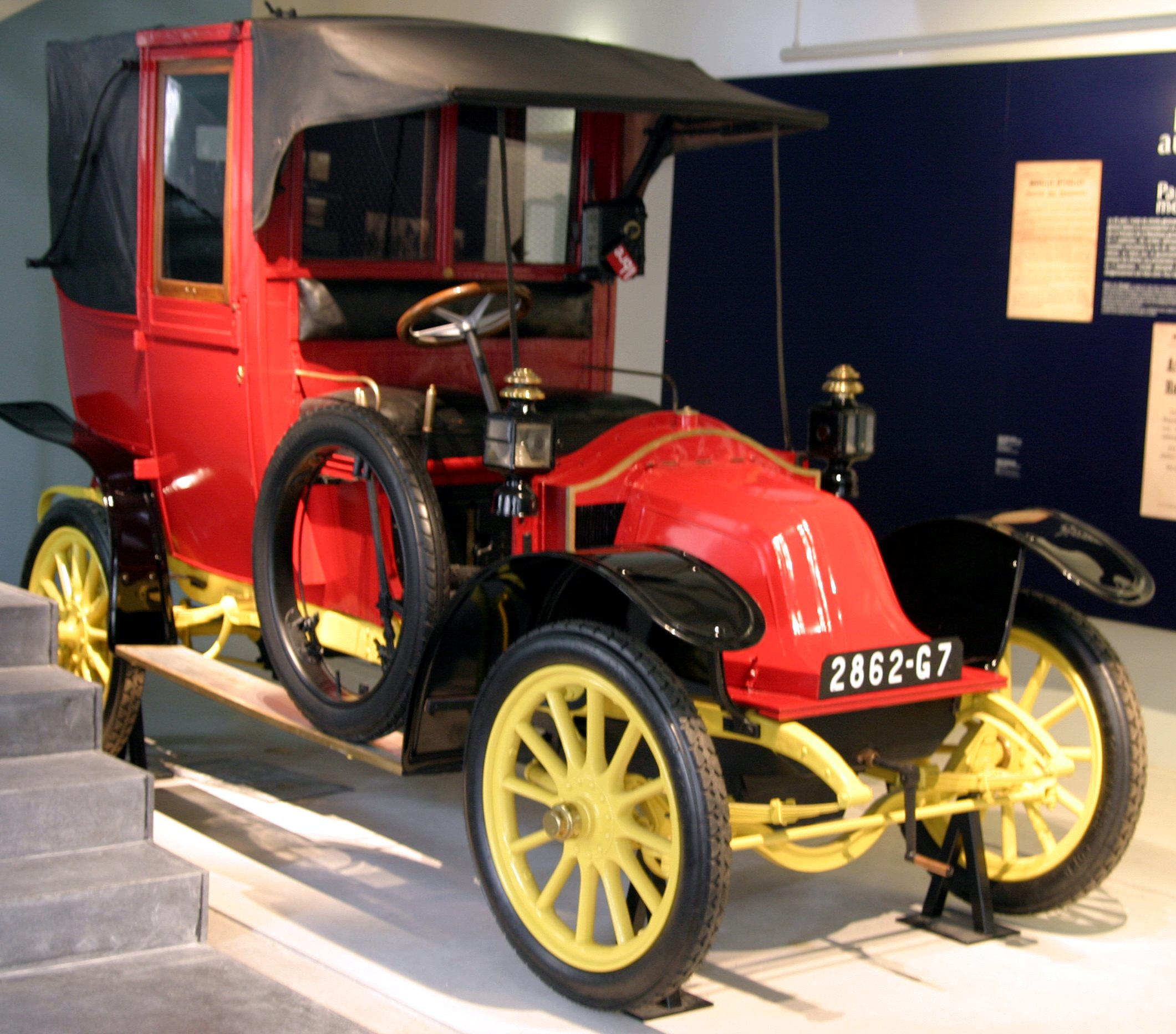
Uno dei "taxi della Marna", modello Renault AG-1

Il generale von Kluck dovette fronteggiare la situazione sull'Ourcq con forze insufficienti per raggiungere il successo. Egli era consapevole che lo spostamento del II e del IV Corpo aveva lasciato una pericolosa area scoperta a sud tra Varreddes e Sancy-lès-Provins, così per controllare la situazione e guadagnare tempo il comando della 1ª Armata decise di impiegare in questa zona il I e il II Corpo di cavalleria dei generali von Richthofen e von der Marwitz. Durante la notte del 7 settembre i generali von Kluck e von Kuhl decisero di aver bisogno di tutte le loro forze sull'Ourcq; furono inviati messaggi al comando della 2ª Armata per avere a disposizione il III e il IX Corpo d'armata che in quel momento erano in combattimento più a ovest sul Grand Morin tra Esternay e Choisy.
Durante la giornata del 6 settembre la 6ª Armata francese aveva ricevuto di rinforzo la 61ª Divisione di riserva; il generale Maunoury necessitava di quante più forze possibili a disposizione e l'arrivo delle truppe era di estrema urgenza. Fu in questa fase, nella giornata del 7 settembre, che si verificò il famoso episodio dei "taxi della Marna": per accelerare al massimo il trasporto a nord dell'Ourcq del 4º Corpo d'armata del generale Boëlle, il governatore di Parigi, generale Gallieni, fece ricorso all'espediente improvvisato di trasferire a 50 chilometri a nord una parte della 7ª Divisione, appena arrivata esausta dopo una serie di marce forzate, sui taxi di Parigi, frettolosamente requisiti. Circa 1 200 taxi (principalmente Renault Type AG e Type AG-1) furono radunati all'Hôtel des Invalides e caricarono nel sobborgo parigino di Livry-sur-Seine ciascuno quattro o cinque soldati del 103º e 104º Reggimento di fanteria. Le truppe, circa 4 000 soldati, giunsero a destinazione nella regione di Nanteuil alle ore 02:00 dell'8 settembre; durante il trasporto le unità si frammischiarono e raggiunsero il luogo di raggruppamento in modo disorganizzato. Questo trasferimento d'emergenza non rivestiva in realtà un ruolo decisivo ed ebbe limitata importanza per l'esito degli scontri, ma l'episodio e il patriottico impegno dei taxisti parigini divennero la rappresentazione simbolica più famosa della battaglia della Marna.

#### 7 settembre
Nel frattempo il mattino del 7 settembre il generale Maunoury aveva ripreso i suoi attacchi, ma il IV Corpo tedesco di riserva e il II Corpo d'armata erano stati rinforzati dall'arrivo della 7ª e 8ª Divisione del IV Corpo d'armata del generale von Arnim; gli assalti francesi incontrarono una forte resistenza. La 45ª Divisione del generale Antoine Drude venne fermata dal fuoco dell'artiglieria tedesca a est di Chambry e a Puiseux la 63ª Divisione di riserva diede segno di cedimento. La situazione venne ristabilita per i francesi grazie all'intervento risolutivo dei cannoni da 75 mm del 5º Reggimento d'artiglieria del colonnello Robert Nivelle; i pezzi mantennero un fuoco rapido al ritmo di venti colpi al minuto e frantumarono l'assalto della fanteria tedesca, stabilizzando momentaneamente la situazione. A nord la 14ª Divisione francese non riuscì ad avanzare mentre tutti gli attacchi della 61ª Divisione di riserva contro il villaggio di Betz vennero respinti dalla 7ª Divisione tedesca, appena arrivata dopo una marcia forzata di sessanta chilometri. A Étrépilly, difesa da due reggimenti del IV Corpo di riserva, si svolsero nuovamente combattimenti violenti; i tedeschi tentarono di avanzare verso ovest ma vennero bloccati dal fuoco dell'artiglieria francese e nel pomeriggio furono contrattaccati dal 2º Reggimento zuavi. I tedeschi ripiegarono e il villaggio cadde temporaneamente in mano francese, ma nella notte i tedeschi contrattaccarono e rientrarono a Etrépilly dove si svolsero durissimi scontri notturni senza esito intorno al cimitero. Più a sud la 3ª Divisione tedesca, attaccata dalla divisione marocchina, mantenne con difficoltà le sue precarie posizioni a Varreddes.

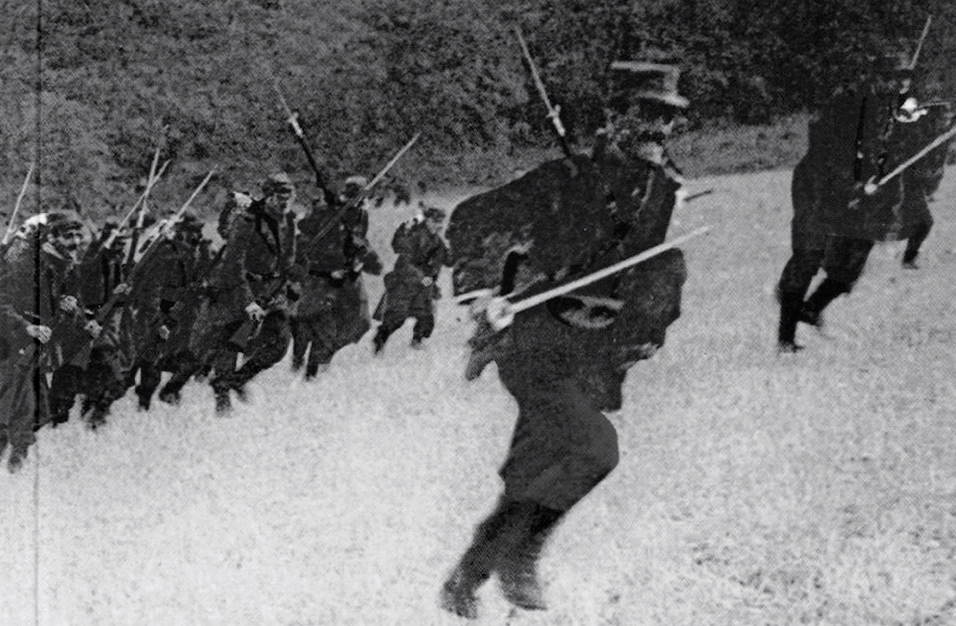
Truppe francesi all'assalto sul plateau di Étrépilly durante la battaglia

Il generale von Kluck, durante la notte del 6-7 settembre, aveva preso la rischiosa decisione di ritirare anche il III e il IX Corpo d'armata dalla linea di combattimento sul Grand Morin e trasferirli subito a marce forzate a nord per rinforzare il suo schieramento sull'Ourcq. Questa iniziativa, presa senza consultare preventivamente né il generale von Moltke, né il generale von Bülow, creava un pericoloso varco nelle linee tedesca sul fianco destro della 2ª Armata e rischiava di pregiudicare l'esito complessivo della battaglia favorendo l'avanzata nemica, ma von Kluck, un comandante aggressivo e determinato, riteneva che la sua cavalleria avrebbe potuto guadagnare tempo ritardando i progressi francesi nel varco; il generale era sicuro, dopo aver concentrato le sue forze, di poter sconfiggere il raggruppamento francese che lo aveva attaccato sull'Ourcq e di poter marciare su Parigi decidendo in un colpo solo la battaglia. Il III Corpo d'armata berlinese del generale Ewald von Lochow e il IX Corpo d'armata anseatico del generale Ferdinand von Quast si erano messi in movimento nella mattinata del 7 settembre ed erano in avvicinamento a tappe forzate; nel frattempo le forze della 1ª Armata continuarono a respingere con successo nuovi attacchi della 6ª Armata del generale Maunoury che, nonostante i rinforzi, era esausta e indebolita dalle pesanti perdite.

#### 8 settembre
Nella giornata dell'8 settembre nel settore centrale delle linee a Trocy-en-Multien l'artiglieria tedesca riuscì a bloccare gli attacchi francesi, mentre nelle alture a est di Etrépilly il IV Corpo di riserva del generale von Gronau, dopo tre giorni di battaglia, era stanco e decimato. Dopo essere stato sottoposto al fuoco dell'artiglieria francese tutto il giorno venne fortunatamente rinforzato in serata dalla 5ª Divisione del III Corpo d'armata appena arrivata e subito mandata in linea. La situazione tedesca era più difficile a sud dove la 3ª Divisione del II Corpo stava subendo forti perdite sotto il fuoco dei cannoni da 75 mm e gli attacchi della divisione marocchina; la divisione inoltre iniziava a essere minacciata sul fianco sinistro dall'avanzata britannica nel varco. Nel corso della giornata il generale von Kluck decise di ritirare la 3ª Divisione che abbandonò Varredes, distrusse i ponti sulla Marna e prese posizione più a est sulle alture di Congis-sur-Thérouanne. Si concluse con un fallimento invece la manovra di aggiramento sul fianco settentrionale tentata dalla 7ª e dalla 61ª Divisione francesi che, dopo aver guadagnato inizialmente terreno conquistando Étavigny, furono bloccate dal IV Corpo d'armata tedesco del generale von Arnim che era stato rinforzato dai primi reparti in arrivo della 6ª Divisione del III Corpo d'armata.

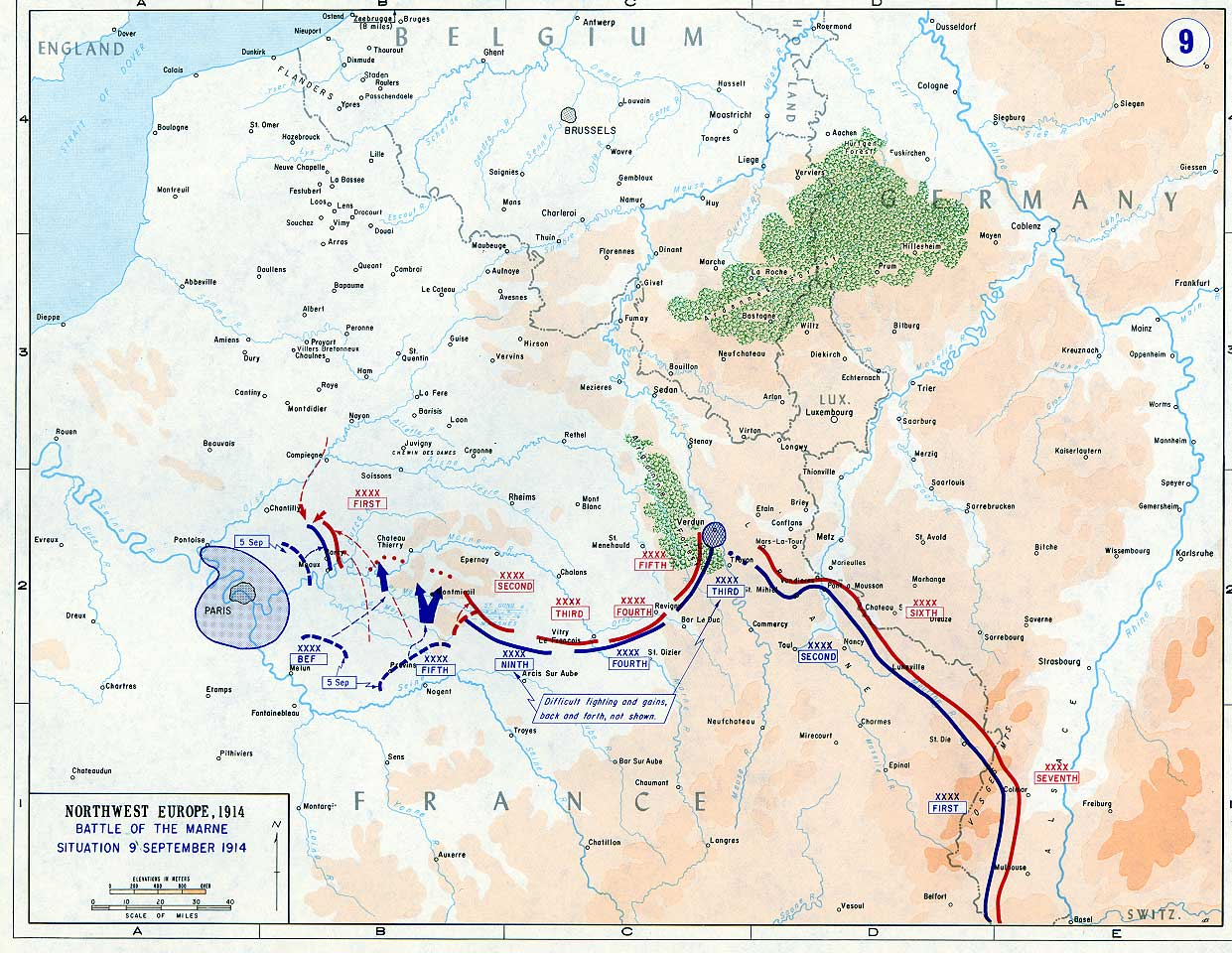
Situazione sul campo all'inizio della battaglia

Il generale Maunoury era consapevole che le sue forze non erano in grado di ottenere un successo decisivo e che si stavano indebolendo, e temeva un contrattacco tedesco in forze; il generale Gallieni era preoccupato e sollecitò Maunoury a mantenere le posizioni "con la massima energia". Anche il generale Joffre riconobbe che la 6ª Armata non poteva più attaccare ma contava che avrebbe potuto continuare a combattere su posizioni difensive e trattenere le forze tedesche; il comandante in capo decise di inviare di rinforzo la 37ª Divisione e le truppe territoriali del generale Albert d'Amade per coprire il fianco sinistro. Il comandante della 6ª Armata descrisse le sue truppe come "decimate e esauste" ma assicurò che stava resistendo "su tutte le posizioni"; egli ipotizzava eventualmente di guadagnare tempo ripiegando lentamente verso Parigi.
Il generale von Kluck era ancora fiducioso: nonostante la crescente pressione subita sul suo fianco sinistro, a causa dell'ampio varco in cui avanzavano i britannici, nella notte dell'8-9 settembre comunicò all'alto comando che riteneva che il giorno seguente avrebbe raggiunto la vittoria, per mezzo di un attacco decisivo sferrato sul fianco settentrionale con le due divisioni del IX Corpo d'armata del generale von Quast che stavano arrivando, rinforzate con la 6ª Divisione del III Corpo e con la brigata di riserva del generale Rudolf von Lepel, che stava marciando verso sud dopo essere partita da Bruxelles. In realtà la posizione isolata della 1ª Armata stava diventando sempre più pericolosa; al mattino del 9 settembre i generali von Kluck e von Kuhl appresero notizie precise dal generale von Bülow sulla ritirata verso la Marna della 2ª Armata, mentre la cavalleria tedesca comunicò che la situazione nel varco tra le due armate era sempre più critica.

#### 9 settembre
L'attacco del IX Corpo d'armata del generale von Quast iniziò il mattino del 9 settembre sull'ala settentrionale; la 61ª e la 7ª Divisione francese furono messe in difficoltà e dovettero ripiegare fino a una linea difensiva più arretrata. La situazione francese apparve ancor più difficile dopo l'arrivo da nord della brigata del generale von Lepel che superò la resistenza di due reggimenti di riserva, raggiunse la strada a sud di Nanteuil-le-Haudouin e mise in pericolo le comunicazioni della 61ª Divisione. L'intervento dei cannoni da 75 mm del 44º Reggimento d'artiglieria e di reparti di cavalleria riuscì a stabilizzare momentaneamente la situazione e fermare i tedeschi. Nel frattempo tuttavia la posizione del fianco sinistro della 1ª Armata tedesca era peggiorata, sicché il generale von Kluck dovette far ripiegare verso Coulombs-en-Valois alle ore 09:30 il II e il IV Corpo d'armata per fronteggiare l'avanzata a sud della Marna dei britannici, mentre il generale von Bülow comunicò che aveva deciso di ritirarsi ulteriormente fino a Dormans.
Il generale von Kluck organizzò una riunione con i suoi generali per esaltarne la risolutezza e accelerare l'attacco sull'ala settentrionale; apparve ancora molto risoluto affermando che "ogni soldato doveva essere convinto della vittoria" e che se l'attacco avesse avuto successo "sarebbe stata raggiunta la vittoria finale". Anche il generale von Quast era ottimista e ritenne che le forze francesi rimaste non sarebbero state in grado di fermare il suo attacco verso Parigi. Le cose cambiarono completamente dopo le ore 11:30 quando al quartier generale della 1ª Armata a Mareuil-sur-Ourcq giunse il tenente colonnello Richard Hentsch, inviato dal generale von Moltke per valutare la situazione e prendere eventuali decisioni.

### I combattimenti sul Petit e sul Grand Morin

#### 6 settembre
Il 6 settembre il generale Franchet d'Esperey diede inizio al contrattacco della 5ª Armata; dopo aver sostituito il generale Lanrezac il 3 settembre il nuovo comandante, tenace e combattivo, aveva deciso di marciare in direzione di Montmirail da sud sperando di coordinare la sua offensiva con un attacco dei britannici da sud-ovest. Il 4 settembre il generale Franchet d'Esperey si era incontrato con il generale Henry Wilson che era sembrato concordare con questo piano e aveva garantito il concorso britannico.

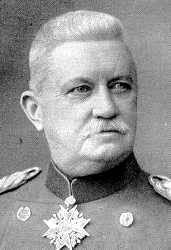
Il generale Karl von Bülow, comandante della 2ª Armata tedesca

Le truppe francesi, estenuate dalla lunga ritirata, erano stanche e indebolite e lo stesso generale Franchet d'Esperey era consapevole della difficile situazione; i comandanti e i soldati tuttavia dimostrarono élan e un morale alto. Prima dell'inizio dell'offensiva vennero individuati i movimenti di grandi colonne tedesche che si stavano allontanando dal fronte e marciavano verso nord-est; le difese tedesche di fronte alla 5ª Armata in effetti si stavano indebolendo dopo che il II e il IV Corpo d'armata dei generali von Linsingen e von Arnim erano in corso di trasferimento, su ordine del generale von Kluck diramato a mezzanotte del 6 settembre, abbandonando il settore del Grand Morin per raggiungere il resto della 1ª Armata tedesca e contribuire a respingere gli attacchi sull'Ourcq del generale Maunoury. Il generale Franchet d'Esperey attaccò con tre corpi d'armata in prima linea: il 18º Corpo del generale Louis de Maud'huy marciò verso Montceaux-lès-Provins; il 3º Corpo del generale Émile Hector Hache attaccò Courgivaux, mentre il 1º Corpo d'armata del generale Henry Victor Deligny diede l'assalto a Esternay. Il 10º Corpo del generale Gilbert Defforges sarebbe rimasto di riserva, mentre il corpo di cavalleria doveva cercare di mantenere i collegamenti sui fianchi dell'armata.
Il 18º Corpo d'armata concentrò una grande massa di artiglieria campale da 75 mm; il generale Maud'huy intendeva effettuare un bombardamento preliminare di grande potenza prima di attaccare Montceaux-lès-Provins e raggruppò oltre 200 cannoni da 75 mm del suo corpo d'armata, rinforzati dalle batterie della 6ª Divisione e delle 53ª e 69ª Divisione di riserva. I cannoni francesi distrussero l'artiglieria tedesca, costituita da sole quattro batterie, e quindi bersagliarono le posizioni della fanteria; la cittadina era occupata da elementi di tre reggimenti tedeschi del III Corpo d'armata del generale Ewald von Lochow che, nonostante avessero subito un bombardamento d'artiglieria definito "mostruoso", si difesero nelle fattorie che dovettero essere conquistate sistematicamente dalla 35ª e dalla 6ª Divisione francese; alle ore 23:00, Montceaux-lès-Provins cadde in mano delle truppe francesi.
Contemporaneamente gli altri attacchi della 5ª Armata si sviluppavano lentamente e con difficoltà di fronte alla resistenza tedesca: il 1º Corpo d'armata non riuscì a conquistare Esternay, ben difesa dal IX Corpo d'armata tedesco del generale Ferdinand von Quast, mentre il corpo di cavalleria si mantenne in difesa senza contribuire all'offensiva. Maggiori risultati raggiunse il 10º Corpo d'armata del generale Defforges che intervenne sull'estrema destra, attaccò il X Corpo di riserva tedesco del generale Johannes von Eben e raggiunse con successo la cittadina di Charleville sulle colline sovrastanti il corso del fiume Petit Morin. Molto più agevole fu l'avanzata delle truppe britanniche; il BEF marciava su un terreno difeso solo da reparti di retroguardia tedesche e da alcune unità di cavalleria, dopo che il II e il IV Corpo germanico avevano abbandonato fin dal mattino del 6 settembre le loro posizioni su ordine del generale von Kluck e si stavano trasferendo a marce forzate sull'Ourcq. In serata le avanguardie britanniche giunsero senza grande difficoltà fino alle rive del fiume Grand Morin, tra Crécy-la-Chapelle e Choisy-en-Brie. L'avanzata dei tre corpi d'armata britannici, iniziata oltre venti chilometri più indietro della linea di partenza prevista dal generale Joffre, procedette con grande lentezza e prudenza nonostante la limitata resistenza nemica; sulla sinistra il I Corpo d'armata del generale Douglas Haig, temendo di incontrare reparti del I Corpo di cavalleria tedesco, fermò l'avanzata fino alle ore 15:30 permettendo al IV Corpo tedesco di sganciarsi indisturbato verso l'Ourcq. I britannici trovarono posizioni abbandonate e subirono perdite modeste; il generale Franchet d'Esperey era molto irritato dall'esitazione britannica e sollecitò una più rapida avanzata.
Nonostante la prudente avanzata britannica, il generale von Bülow era molto preoccupato; le sue forze erano indebolite e sottoposte a crescenti attacchi, inoltre il trasferimento del IV Corpo sul fronte dell'Ourcq aveva pericolosamente esposto il suo fianco destro. Intorno alla mezzanotte del 6 settembre il comandante della 2ª armata decise di far ripiegare a nord del Petit Morin, a ovest di Montmirail, il III e il IX Corpo d'armata in collegamento sulla loro sinistra con il X Corpo d'armata di riserva. Questo movimento di ritirata per circa 15-20 chilometri ampliò il varco di circa trenta chilometri nelle linee tedesche tra l'ala destra della 2ª Armata e l'ala sinistra della 1ª Armata coperto solo dai due corpi di cavalleria tedesca. La manovra di ritirata si effettuò con difficoltà, sotto la pressione dei francesi e costò dure perdite: nella fattoria Guebarrè un battaglione del X Corpo di riserva del generale von Eben venne tagliato fuori e circondato. I francesi rifiutarono di accogliere la resa e distrussero il reparto con una concentrazione di artiglieria da 75 mm; 93 uomini furono catturati e 450 furono uccisi.

#### 7 settembre

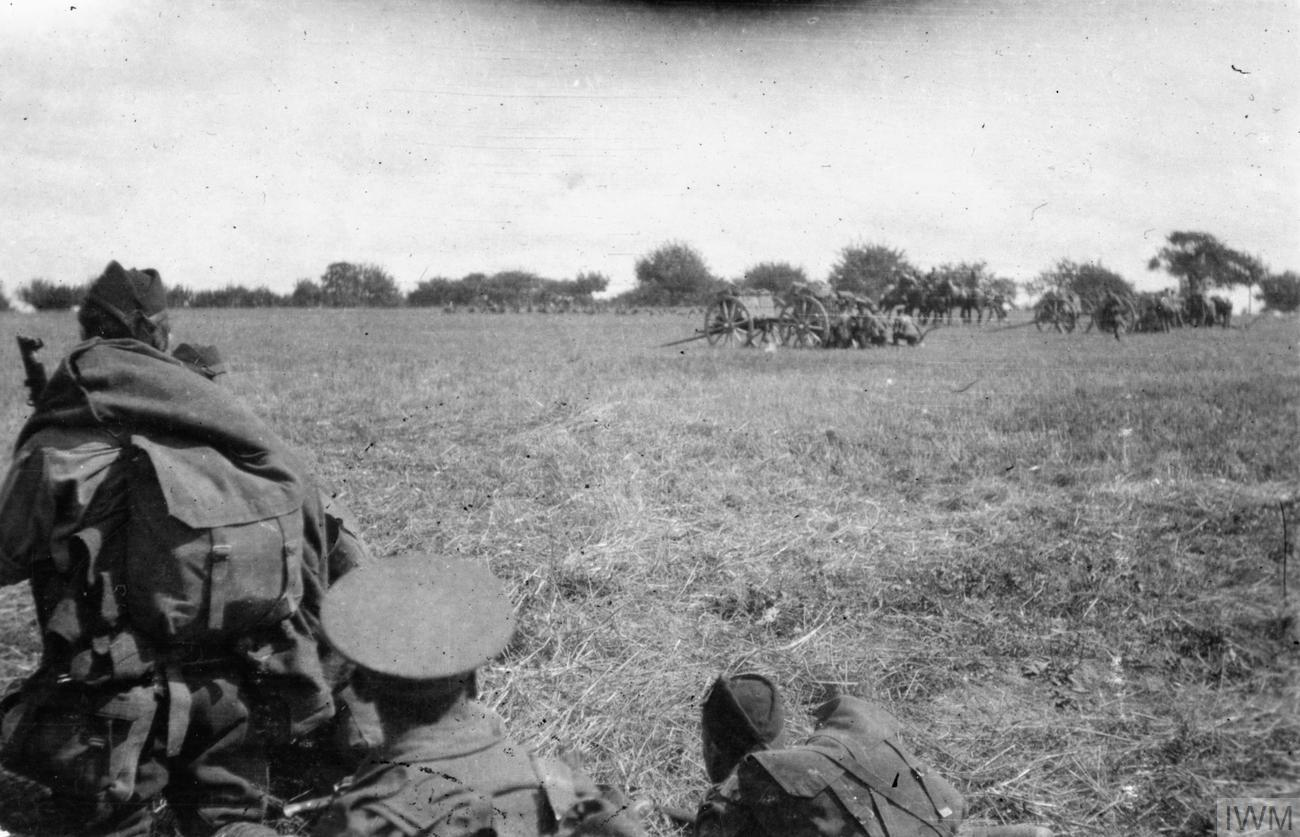
Pezzi d'artiglieria campale britannica da 18 libbre in azione a Signy-Signets durante la battaglia della Marna, 8 settembre 1914

La situazione dello schieramento tedesco divenne ancor più difficile quando, alle ore 10:00 del 7 settembre, il generale von Kluck prese l'azzardata decisione di ritirare dal fronte del Petit Morin e di trasferire sull'Ourcq anche il III Corpo d'armata del generale von Lochow e il IX Corpo d'armata del generale von Quast. Questa rischiosa manovra, resa difficile dal fatto che i due corpi erano in combattimento contro i francesi e quindi ebbero notevoli problemi per sganciarsi prima di marciare verso nord, ampliava ulteriormente il varco sulla destra della 2ª Armata del generale von Bülow; questo spazio, quasi privo di truppe tedesche, misurava ormai oltre cinquanta chilometri, attraverso il quale il corpo di spedizione britannico avrebbe potuto avanzare quasi indisturbato. Il generale von Bülow apprese con costernazione che altri due corpi d'armata avevano lasciato il suo fronte e cercò di coprire il suo fianco destro facendo intervenire il VII Corpo d'armata del generale Karl von Einem a fianco del X Corpo di riserva.
Il 7 settembre il generale Franchet d'Esperey riprese l'offensiva; i corpi francesi avanzarono metodicamente cercando di mantenere i contatti laterali tra i reparti e rilevarono subito che i tedeschi erano in piena ritirata. L'obiettivo principale dell'armata era la città di Montmirail. Il 10º Corpo d'armata del generale Defforges raggiunse e superò il Grand Morin incontrando solo la debole opposizione di retroguardie; sulla destra il 1º Corpo d'armata del generale Deligny occupò finalmente Esternay che era già stata evacuata dai tedeschi, invece il 3º corpo del generale Hache dovette affrontare alcuni reparti del IX Corpo tedesco che non erano riusciti a sganciarsi in tempo. La 5ª Divisione del generale Charles Mangin e la 6ª Divisione del generale Philippe Pétain attaccarono, conquistando le cittadine di Escardes e Courgivaux e raggiunsero il Grand Morin. Durante il 7 settembre il BEF riprese la sua lenta ed esitante avanzata verso nord; nonostante i segni evidenti di ritirata, i reparti britannici marciarono tutto il giorno quasi senza combattere e affrontarono solo deboli unità di cavalleria; venne finalmente superato il Grand Morin. Un tentativo promosso dal generale Gallieni di cooperare con i britannici facendo avanzare l'8ª Divisione del generale Lartigue a sud di Meaux venne contrastato dalle mitragliatrici tedesche della 3ª Divisione del generale von Trossel che dalla riva settentrionale della Marna inflissero dure perdite.

#### 8 settembre

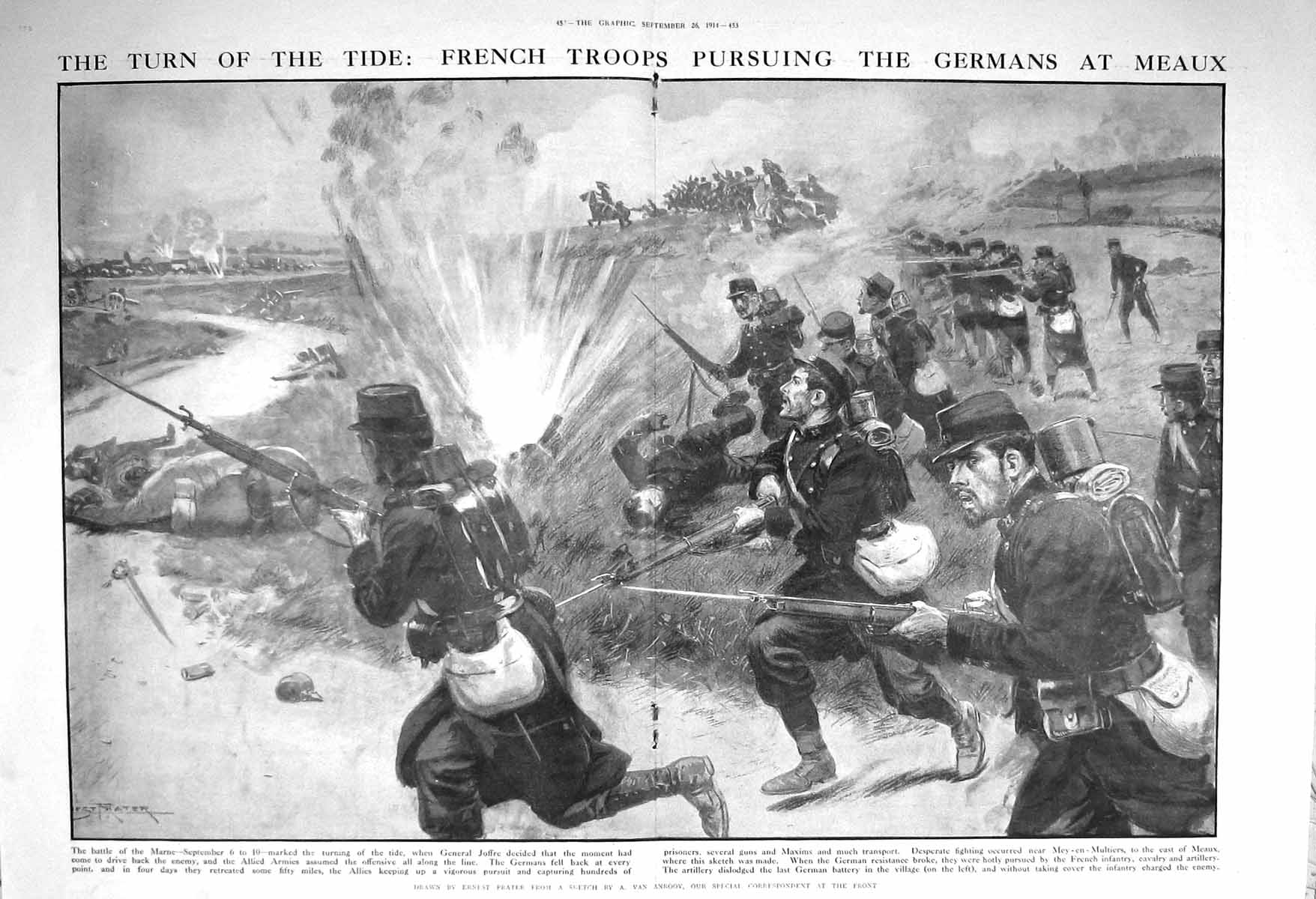
Illustrazione di soldati francesi all'inseguimento dei tedeschi in ritirata

L'8 settembre finalmente il BEF fece maggiori progressi e raggiunse il Petit Morin, che venne superato dopo combattimenti a Sablonnières. Dopo che la cavalleria si era trovata in difficoltà, fu la fanteria della 4ª e 5ª Divisione che riuscì a passare il fiume. Nel tardo pomeriggio i tedeschi ripiegarono a sud della Marna nella regione di La Ferté-sous-Jouarre. Nonostante questi risultati il generale Joffre era esasperato dalla lentezza britannica; in tre giorni il BEF, pur disponendo di una superiorità schiacciante di forze, era avanzato in uno spazio quasi libero di soli 40 chilometri.
Contemporaneamente la 5ª Armata francese del generale Franchet d'Esperey aveva ripreso l'offensiva su tutta la linea raggiungendo importanti successi; mentre il 10º Corpo d'armata del generale Defforges deviava verso destra per supportare il fianco sinistro del generale Foch in difficoltà nelle paludi di Saint-Gond, il 1º Corpo d'armata marciò da sud verso Montmirail; l'artiglieria tedesca mantenne un fuoco intenso rallentando l'avanzata. I cannoni francesi ebbero difficoltà a individuare la posizione delle batterie di obici tedesche e non riuscirono a sopprimerne il fuoco, tuttavia i francesi ripresero l'avanzata e attraversarono il Petit Morin a est di Montmirail. L'artiglieria tedesca intralciò con il suo continuo ed efficace intervento anche l'avanzata al centro del 3º Corpo d'armata del generale Deligny; la 5ª Divisione del generale Mangin costituiva l'elemento di punta del corpo d'armata ma, a causa del fuoco dei cannoni nemici, raggiunse la riva meridionale del Petit Morin solo in serata e il suo primo tentativo di attraversarlo venne respinto alle ore 20:00.
La situazione della 2ª Armata tedesca divenne invece veramente critica a causa dei successi raggiunti a ovest dal 18º Corpo d'armata del generale Maud'hury. In questo settore molto esposto dopo la partenza dei corpi d'armata richiamati dal generale von Kluck, le difese tedesche erano affidate al VII Corpo d'armata del generale von Einem che occupava Montmirail con la 14ª Divisione e copriva il suo fianco destro a Marchais-en-Brie con la 13ª Divisione. L'attacco delle due divisioni del 18º Corpo francese fu preceduto da un pesante bombardamento d'artiglieria notturno; i francesi raggiunsero e superarono il Petit-Morin e alle ore 12:00 con un violento assalto sbaragliarono le difese tedesche e attaccarono Marchais-en-Brie; la cittadina cadde in serata dopo un attacco finale della 36ª Divisione del generale Jouannic. La conquista francese di Marchais-en-Brie era molto importante perché aveva permesso di aggirare il fianco destro della 2ª Armata e Montmirail era ora minacciata da due direzioni. Il generale von Bülow e il suo capo di stato maggiore, generale Otto von Lauenstein, erano molto pessimisti e decisero che si rendeva inevitabile un'ulteriore ritirata. Montmirail venne evacuata e il VII Corpo del generale von Einem e il X Corpo di riserva del generale von Eben ripiegarono verso est fino alla linea Margny-Le Thoult, ampliando ancora la distanza tra il fianco destro della 2ª Armata e quello sinistro della 1ª Armata.
Alle ore 19:45 dell'8 settembre il tenente colonnello Richard Hentsch, ufficiale inviato al fronte dal generale von Moltke con pieni poteri, arrivò al quartier generale della 2ª Armata al castello di Montmort dove parlò subito con il generale von Lauenstein e con il capo ufficio operazioni, tenente colonnello Arthur Matthes. Il generale von Lauenstein riferì che la situazione dell'armata era molto grave; nel successivo incontro con il generale von Bülow, quest'ultimo parlò di situazione "seria e anche pericolosa" e recriminò duramente contro il comportamento del generale von Kluck, la cui scarsa collaborazione a suo dire aveva provocato l'ampliamento del varco tra le due formazioni dell'ala destra tedesca. Durante la riunione giunsero le pessime notizie della caduta di Marchais-en-Brie e dell'aggiramento del fianco destro; queste novità scossero tutti i presenti, gli ufficiali della 2ª Armata ammisero che non c'erano riserve disponibili, che la situazione era "disperata" e che l'armata si stava "disintegrando". Per la prima volta si parlò esplicitamente di ritirata generale. Il tenente colonnello Hentsch mantenne la calma, condivise in generale le valutazioni degli altri ufficiali e alle ore 06:00 del 9 settembre partì per raggiungere il quartier generale della 1ª Armata per convincere il generale von Kluck a interrompere la battaglia sull'Ourcq. Dopo la sua partenza il generale von Bülow, molto demoralizzato e del tutto convinto, dopo gli ultimi rapporti, che un reale sfondamento era in corso nel varco dove erano segnalate numerose colonne nemiche in avanzata, alle ore 09:02 del 9 settembre comunicò ai generali von Kluck e von Hausen che la 2ª Armata "iniziava la ritirata generale".

#### 9 settembre

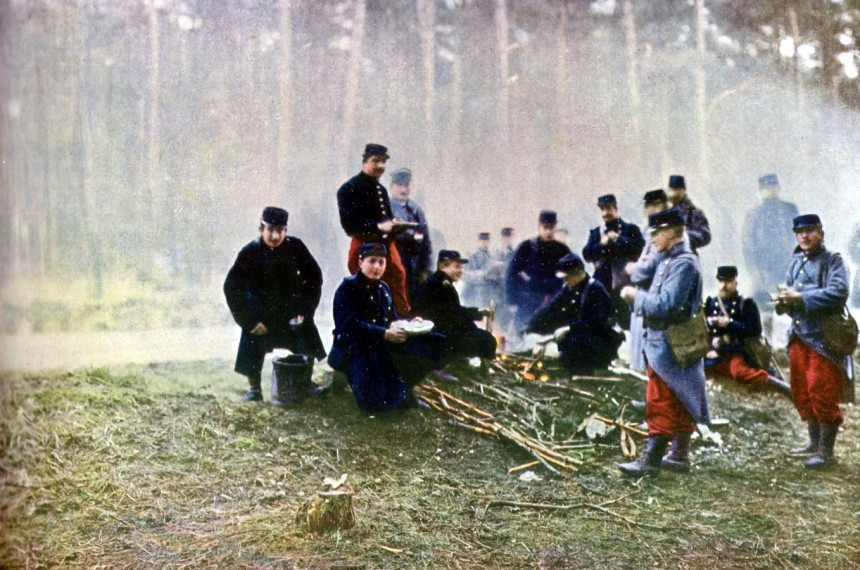
Truppe francesi in sosta durante la battaglia della Marna

Dopo i successi dell'8 settembre il generale Franchet d'Esperey era molto ottimista; diramò un proclama alle truppe in cui definiva il nemico "in piena ritirata" e sollecitava un "vigoroso inseguimento". Il generale francese era consapevole della necessità di continuare l'offensiva senza ritardi; vennero quindi comunicati nuovi ordini alle formazioni della 5ª Armata per sfruttare la situazione. Mentre il corpo di cavalleria del generale Conneau avrebbe mantenuto i collegamenti con i britannici sul fianco sinistro, il 18º e il 1º Corpo d'armata avrebbero marciato verso nord in direzione di Château-Thierry e di Condé-en-Brie, mentre il 10º Corpo d'armata sul fianco destro si sarebbe diretto verso est per supportare il generale Foch la cui 9ª Armata stava duramente combattendo nelle paludi di Saint-Gond. Per attraversare rapidamente la Marna, il generale Franchet d'Esperey fece portare avanti gli equipaggi da ponte.
Nonostante i propositi del generale Franchet d'Esperey, l'avanzata francese il 9 settembre si sviluppò lungo tutto il fronte lentamente e senza riuscire ad agganciare i tedeschi e bloccarne la ritirata. Sull'ala destra le operazioni francesi furono intralciate dalle difficoltà del generale Foch le cui truppe avevano subito un insuccesso a Mondement; il 1º Corpo d'armata del generale Deligny venne quindi inviato a est verso Étoges sperando di colpire alle spalle il X Corpo d'armata tedesco. I francesi avanzarono di alcuni chilometri con poca difficoltà ma non riuscirono a intercettare i tedeschi. Anche il 3º Corpo d'armata del generale Hache incontrò poca resistenza; solo deboli retroguardie intralciarono l'avanzata a Margny alle ore 16:00 e i francesi, dopo aver fatto intervenire l'artiglieria, riuscirono a raggiungere la Marna e attraversarla a Dormans. Alle ore 12:00 intanto sul fianco sinistro il 18º Corpo d'armata del generale Maud'huy aveva a sua volta preso posizione sulla riva settentrionale del fiume dopo aver liberato Château-Thierry. La cavalleria francese mostrò poco slancio durante questa fase e non riuscì a ostacolare seriamente il ripiegamento tedesco.
Il Corpo di spedizione britannico continuò anche il 9 settembre ad avanzare con prudenza e lentezza; il generale French ritenne pericoloso accelerare la marcia e, mancando di precise informazioni sulle forze nemiche presenti, preferì procedere con grande circospezione. Anche la cavalleria britannica in pratica non svolse i suoi compiti di inseguimento e si limitò a mantenere i collegamenti con il fianco sinistro francese. Queste esitazioni favorirono la ritirata tedesca che si sviluppò ordinatamente. Alle ore 05:30 i britannici del I Corpo del generale Haig erano già a nord della Marna dopo aver passato il fiume senza incontrare resistenza a Nogent-sur-Marne e Azy-sur-Marne ma, nonostante i chiari segni della ritirata tedesca, l'identificazione aerea di colonne nemiche a nord di Château-Thierry spinse il generale French a fermare temporaneamente l'avanzata del I Corpo alle ore 15:30. A ovest anche il II Corpo del generale Smith-Dorrien attraversò la Marna nella mattinata a Nanteuil-sur-Marne ma venne bloccato fino alle ore 18:00 da una formazione improvvisata tedesca al comando del generale Kraewel. Maggiori difficoltà incontrò ancora più a ovest il III Corpo d'armata del generale William Pulteney che fu contrastato dal fuoco delle mitragliatrici e dell'artiglieria tedesca schierata sulla riva settentrionale della Marna intorno a La Fertè-sous-Juarre. Dopo alcuni tentativi falliti i britannici passarono il fiume ma non riuscirono ad avanzare ulteriormente e non furono in grado di sferrare l'attacco contro il fianco sinistro e le retrovie della 1ª Armata tedesca, come insistentemente richiesto dal generale Maunoury.

### I combattimenti nelle paludi di Saint-Gond
(Massima del generale Ferdinand Foch)

#### 6 settembre

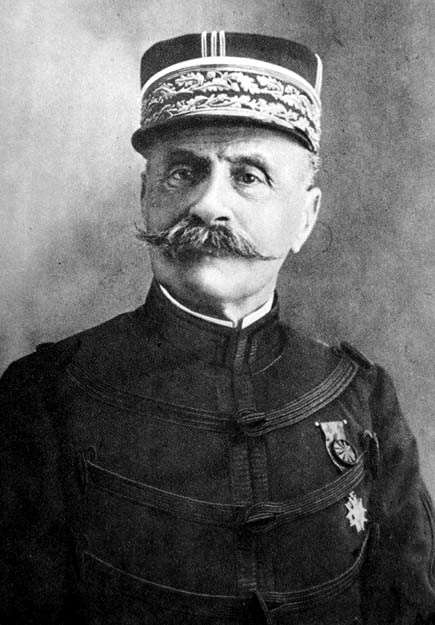
Il generale Ferdinand Foch, comandante della 9ª Armata francese

Il generale Joffre si era preoccupato fin dalla fine di agosto, mentre organizzava le forze per sferrare la controffensiva sull'ala sinistra, di mantenere la coesione della sua ala destra che era duramente pressata dalla 4ª e dalla 5ª Armata tedesche. La 3ª Armata del generale Sarrail e la 4ª Armata del generale de Langle de Cary riuscirono a difendere il loro terreno e a proteggere la piazzaforte di Verdun, ma il comandante in capo francese era stato costretto a costituire con forze improvvisate una nuova 9ª Armata, affidata al generale Ferdinand Foch per chiudere il varco nelle difese che si era creato tra la 5ª Armata a sinistra e la 4ª Armata a destra. La 9ª Armata, formata principalmente dal 9º Corpo del generale Pierre Dubois e dall'11º Corpo del generale Joseph Eydoux, doveva difendere l'area compresa tra il plateau di Brie a ovest, le impervie e quasi intransitabili paludi di Saint-Gond (Marais de Saint-Gond) al centro e la pianura della Champagne a est.
Sulla sinistra della 9ª Armata era schierata la 5ª Armata del generale Franchet d'Esperey, che al mattino del 6 settembre aveva dato inizio alla sua offensiva in direzione di Montmirail; di fronte al generale Foch invece erano schierate l'ala sinistra della 2ª Armata del generale von Bülow e la 3ª Armata del generale Max von Hausen che aveva ricevuto il 5 settembre l'ordine dal generale von Moltke di continuare ad avanzare verso Troyes e Vendœuvres. I combattimenti in questo settore iniziarono a ovest dove una divisione del generale Foch combatté duramente, insieme al 10º Corpo del generale Defforges, senza cedere terreno contro il X Corpo d'armata hannoveriano del generale Albert Theodor Otto von Emmich; a est, lungo il corso del fiume Somme-Soude, i francesi dell'11º Corpo ebbero invece difficoltà a organizzare una solida difesa e le truppe di una parte del corpo d'armata della Guardia prussiana del generale Karl von Plettenberg guadagnarono inizialmente terreno. Al centro il 9º Corpo d'armata aveva raggiunto il margine settentrionale delle paludi di Saint-Gond dove si scontrò frontalmente con altri reparti della Guardia prussiana; dopo aspri scontri i francesi nel pomeriggio ripiegarono sul margine meridionale delle paludi. L'artiglieria francese intervenne con grande efficacia e i tedeschi furono fermati nonostante l'intervento, in aiuto della Guardia, dei sassoni del XII Corpo d'armata del generale Karl Ludwig d'Elsa.

#### 7 settembre

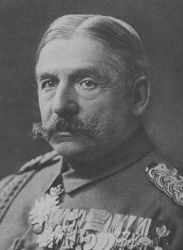
Il generale Max von Hausen, comandante della 3ª Armata tedesca

Nonostante i difficili combattimenti del 6 settembre, il generale Foch intendeva riprendere con la massima energia gli attacchi per supportare, secondo le direttive del generale Joffre, l'offensiva principale dell'ala sinistra francese; i suoi piani prevedevano che l'11º Corpo d'armata avanzasse sul fianco destro dell'armata verso nord e nord-ovest, mentre al centro il 9º Corpo avrebbe sbarrato solidamente le paludi di Saint-Gond prima di attaccare a sua volta. I combattimenti tuttavia iniziarono sul fianco sinistro dove furono i tedeschi del X Corpo d'armata ad attaccare verso Soizy-aux-Bois e Sézanne.
Durante la mattinata si accesero violenti combattimenti a Soizy-aux-Bois e nei boschi circostanti; i tedeschi fecero qualche progresso ma i francesi della 42ª Divisione, rinforzati dall'artiglieria della 51ª Divisione di riserva, contrattaccarono continuamente e riuscirono a frenarli sei chilometri a nord di Sézanne. Sulla destra la 19ª Divisione tedesca attaccò verso Mondemont e la cresta di Allemant, ma in questo settore era schierata la solida divisione marocchina del generale Georges Louis Humbert, appartenente al 9º Corpo d'armata, che tenne le sue posizioni nella parte occidentale delle paludi di Saint-Gond. Nella parte orientale del terreno paludoso e lungo il fiume Somme-Soude, i tedeschi subirono una serie di insuccessi contro l'11º Corpo d'armata francese del generale Eydoux e vennero continuamente bersagliati dall'artiglieria campale francese; il fuoco dei cannoni da 75 mm frustrò ogni attacco della Guardia prussiana e dei sassoni della 3ª Armata del generale von Hausen; i tedeschi, dopo una serie di attacchi e contrattacchi, vennero respinti sulle posizioni di partenza e non riuscirono ad aggirare le paludi né a superare la Somme-Soude.

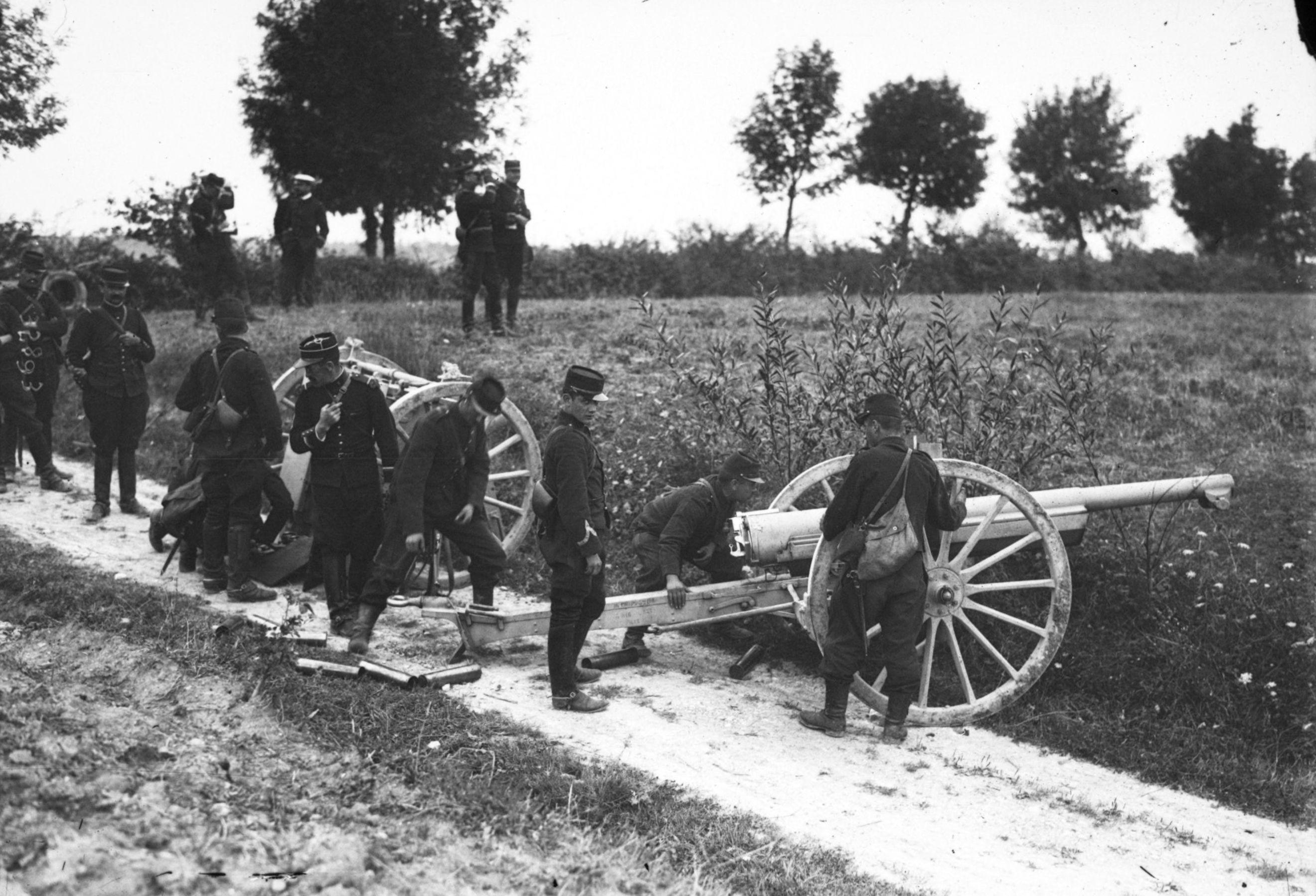
Batteria francese di cannoni da 75 mm

La situazione tedesca stava diventando difficile; nel settore occidentale delle paludi le truppe della 2ª Armata del generale von Bülow, il X Corpo d'armata e il corpo d'armata della Guardia, distese su un lungo fronte con scarsi collegamenti con i reparti dell'armata schierati più a ovest, erano molto indebolite dopo aver subito il micidiale tiro dell'artiglieria francese che intralciava ogni movimento; i soldati erano esausti dopo le lunghe marce e le continue battaglie. Nel settore orientale delle paludi, la situazione della 3ª Armata del generale von Hausen appariva ancor più critica. Il generale von Hausen aveva dovuto disperdere parte delle sue forze per sostenere le armate schierate sui fianchi; egli quindi aveva inviato a est, a sostegno della 4ª Armata, il XIX Corpo del generale Maximilian von Laffert, mentre parte del XII Corpo d'armata del generale d'Elsa aveva supportato a ovest gli attacchi della Guardia prussiana. La 3ª Armata era quindi rimasta indietro con forze ridotte e durante la giornata del 7 settembre non aveva fatto alcun progresso; i sassoni aveano subito tutto il giorno il fuoco dei cannoni da 75 mm francesi.
Il generale von Hausen, comandante della 3ª Armata, prese un'audace iniziativa alle ore 17:00 del 7 settembre; ritenendo essenziale bloccare l'azione delle batterie d'artiglieria francese, decise di raggruppare le forze e attaccare all'alba con un assalto frontale alla baionetta il settore centro-orientale dello schieramento nemico, ritenuto più debole, cercando di cogliere di sorpresa i francesi e mettere in pericolo le posizioni dei cannoni. L'attacco sarebbe stato diretto sulla sinistra dal generale Hans von Kirchbach con parte del XII Corpo d'armata di riserva, del XII e del XIX Corpo d'armata sassone; sulla destra avrebbero attaccato, con l'autorizzazione del generale von Bülow, le due divisioni del corpo d'armata della Guardia prussiana del generale von Plettenberg. Dopo essere stato informato alle ore 21:15, in tarda serata il generale von Moltke approvò il piano del generale von Hausen.

#### 8 settembre
L'attacco tedesco venne sferrato di sorpresa senza preparazione d'artiglieria all'alba dell'8 settembre; i soldati avanzarono con le baionette in canna e i fucili scarichi, fidando nella potenza dell'urto della massa. A destra l'attacco principale fu sferrato dalla 2ª Divisione della Guardia, appoggiata sul fianco della 1ª Divisione della Guardia, mentre a sinistra passarono all'assalto la 32ª Divisione sassone e la 23ª Divisione di riserva sassone. La fanteria avanzò attraverso i terreni paludosi e raggiunse un brillante successo iniziale.

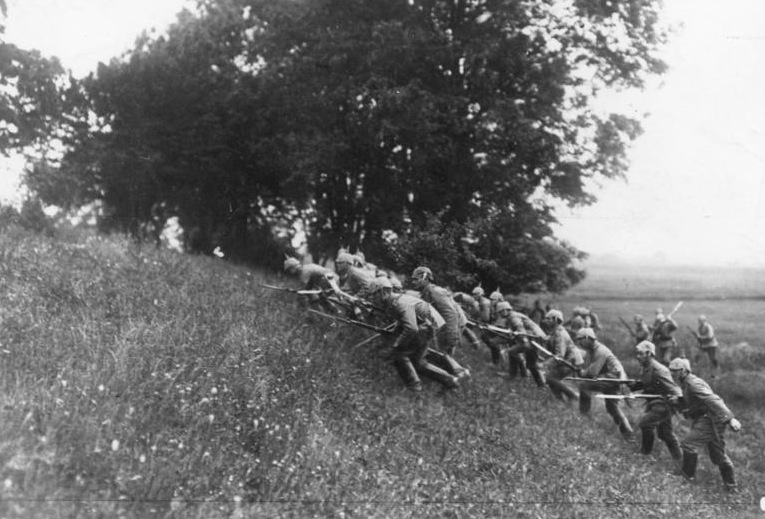
Truppe tedesche all'attacco nelle Argonne

Le principali difese francesi nel settore attaccato erano affidate alla 21ª e 22ª Divisione dell'11º Corpo d'armata del generale Eydoux, stanche e indebolite; questi reparti furono colti di sorpresa dall'inatteso attacco frontale e non riuscirono a fermare la fanteria tedesca che superò le linee, conquistò i villaggi di Normée e Lenharrée, attraversò la Somme-Soude e aggirò a est le paludi di Saint-Gond. L'avanzata tedesca mise in pericolo le batterie dell'artiglieria campale francese che dovettero abbandonare le loro posizioni per evitare di essere travolte; le due divisioni dell'11º Corpo avevano subito gravi perdite e si ritirarono verso sud. Alle ore 06:15 la situazione dell'ala destra della 9ª Armata sembrava veramente critica: l'11º Corpo aveva ripiegato di 6-8 chilometri a sud delle paludi; alle ore 12:00 le divisioni della Guardia prussiana arrivarono a Fère-Champenoise. Sulla sinistra i sassoni occuparono Sommesous e proseguirono verso il fiume Vesle. Il generale Foch era in seria difficoltà ma, tenace e determinato, era deciso a non cedere e a perseverare contando alla fine di vincere. Impiegando la 18ª Divisione e la 52ª Divisione di riserva, i francesi riuscirono a organizzare una nuova, precaria linea difensiva; i sassoni furono contrastati dal fuoco dell'artiglieria e rallentarono la loro avanzata a sud-est di Fère-Champenoise. I francesi subirono gravissime perdite nel tentativo di fermare l'assalto tedesco; alcuni reggimenti furono quasi distrutti, molte unità si disorganizzarono, dovettero essere improvvisate formazioni di emergenza con i superstiti di reparti diversi. Tuttavia anche ai tedeschi l'avanzata allo scoperto in masse serrate alla baionetta era costata pesanti perdite, le truppe sassoni erano molto affaticate e prive di adeguato vettovagliamento; mancando di rinforzi, esaurirono presto il loro slancio e si trovarono in difficoltà. Le perdite totali nella forza d'attacco raggiunsero il 20% degli effettivi, anche le divisioni della Guardia prussiana uscirono molto provate dai violenti combattimenti. Il generale von Hausen dovette constatare al termine della giornata che l'assalto a sorpresa si era trasformato in un "difficile e lento movimento in avanti".
Mentre l'ala destra della 9ª Armata francese rischiava di crollare, nella mattinata dell'8 settembre sul fianco sinistro invece i francesi avevano preso l'iniziativa contro le truppe tedesche del VII Corpo della 2ª Armata, che era già in grande difficoltà per il varco apertosi sulla sua ala destra e stava per iniziare la ritirata; la 42ª Divisione e la combattiva divisione marocchina del generale Georges Louis Humbert respinsero il nemico, riconquistarono Soizy-aux-Bois e Saint-Prix e raggiunsero alle ore 09:00 il Petit Morin in collegamento sulla sinistra con la 5ª Armata del generale Franchet d'Esperey. Ma il successo francese fu di breve durata; dopo aver appreso dell'assalto della Guardia e dei sassoni, anche il X Corpo d'armata del generale von Emmich passò all'attacco, riconquistò il terreno perduto e proseguì verso Mondement. In un primo momento anche la divisione marocchina dovette ritirarsi e cedere una parte delle paludi di Saint-Gond. Il generale Foch doveva fronteggiare una situazione di grande pericolo; a destra l'11º Corpo era in piena ritirata, mentre il centro delle sue linee era in posizione precaria. Nel corso della giornata egli aveva chiesto senza successo al generale de Langle de Cary il supporto delle sue truppe; alle ore 21:20 invece il generale Franchet d'Esperey promise di inviare in aiuto il 10º Corpo d'armata del generale Defforges. Grazie a questi rinforzi, Foch poté ritirare dalla prima linea la 42ª Divisione e ridistribuire le sue riserve; il francese era determinato a contrattaccare come disse al generale Joffre nel suo famoso comunicato della notte.

#### 9 e 10 settembre
In realtà, a causa della situazione complessiva lungo tutto il fronte, il generale von Bülow al mattino del 9 settembre, dopo la visita del tenente colonnello Hentsch, prese la decisione di iniziare la ritirata generale della sua armata. In un primo tempo tuttavia, per ingannare i francesi e rallentare il loro inseguimento, i tedeschi ripresero gli attacchi che sembrarono nuovamente mettere in pericolo la posizione della 9ª Armata. I principali combattimenti si svolsero dall'alba nei settori di Mondement e di Fère-Champenoise: con un attacco a sorpresa i soldati hannoveriani della 19ª Divisione del X Corpo d'armata conquistarono Mondement, ma i francesi contrattaccarono e nel pomeriggio l'importante posizione tattica venne ripresa dalla divisione marocchina del generale Humbert. A sinistra i francesi del 10º Corpo d'armata, inviato in aiuto dal generale Franchet d'Esperey, guadagnarono terreno, superarono il Petit Morin e pressarono da vicino i tedeschi che si stavano ritirando.
Nel settore orientale delle paludi di Saint-Gond anche il generale von Hausen ordinò nuovi attacchi con l'aiuto di truppe del XII Corpo di riserva; i soldati del corpo d'armata della Guardia prussiana sferrarono un altro assalto con ordine e disciplina, avanzando a sud di Fère-Champenoise e riuscendo a conquistare il villaggio di Connantre; i francesi si batterono accanitamente per fermarli e nel pomeriggio l'artiglieria intervenne con efficacia: i soldati della Guardia prussiana erano sfiniti e avevano subito di nuovo forti perdite. Sulla sinistra tre divisioni sassoni non riuscirono a fare molti progressi. Nel frattempo il generale von Bülow aveva dato inizio alla ritirata delle sue forze schierate sulla destra dei sassoni e alle 17:00 la fanteria tedesca della 2ª Armata cominciò ad abbandonare il terreno conquistato nelle paludi di Saint-Gond, lasciando indietro delle retroguardie.
Mentre era impegnato a respingere i nuovi attacchi tedeschi, il generale Foch stava cercando di organizzare la controffensiva generale per riconquistare il terreno perduto nelle paludi; egli completò finalmente il raggruppamento delle sue forze, concentrò sette divisioni del 9º e dell'11º Corpo d'armata e schierò anche la sua riserva, costituita dalla 42ª Divisione che aveva appena concluso la marcia di trasferimento dall'ala sinistra all'ala destra dello schieramento. Inizialmente prevista per le 17:15 del 9 settembre, la controffensiva infine venne rinviata al giorno seguente. Il mattino del 10 settembre i francesi furono impegnati solo da sparse retroguardie, dato che ormai i tedeschi erano in ritirata su tutta la linea; nel tardo pomeriggio del 9 settembre il generale von Hausen aveva appreso delle decisioni del generale von Bülow e aveva quindi ordinato il ripiegamento anche di una parte della sua armata che rischiava di rimanere isolata. I soldati francesi del generale Foch erano esausti dopo giorni di continui combattimenti e il 10 settembre, rallentati dalle retroguardie e dal terreno paludoso, avanzarono lentamente verso nord rioccupando le posizioni ma senza riuscire ad agganciare il grosso delle truppe tedesche in ritirata.

### Ritirata generale tedesca

#### La missione del tenente colonnello Hentsch
Durante la battaglia il generale von Moltke e l'OHL, stabilito molto indietro a Lussemburgo, non riuscirono a mantenere il controllo delle armate sul campo a causa di gravi difficoltà di comunicazione; il generale quindi non era tempestivamente informato della situazione e ricevette solo notizie incomplete e poco chiare che accentuarono il suo pessimismo di fondo. Dopo aver appreso del varco aperto tra la 1ª e la 2ª Armata, il generale von Moltke diede segno di cedimento del morale; egli stesso parlò di "orribile tensione" e di "terribili difficoltà". L'8 settembre, quando da due giorni mancavano rapporti precisi da parte delle due armate dell'ala destra, arrivarono altre notizie confuse e all'OHL si diffuse quasi il panico. Il generale von Moltke quindi decise di inviare il tenente colonnello Richard Hentsch, capo del settore informazioni dell'OHL, ai quartier generali delle varie armate per chiarire la situazione e prendere i provvedimenti necessari. Il tenente colonnello ricevette la precisa autorizzazione di ordinare una ritirata "se ritenuta indispensabile" ed ebbe "pieni poteri" per poter agire a discrezione con l'autorità del capo di stato maggiore generale.
Il tenente colonnello Hentsch lasciò l'OHL alle ore 10:00 dell'8 settembre e iniziò la sua missione, accompagnato dai capitani König e Koeppen, recandosi inizialmente ai quartier generali della 5ª Armata raggiunto alle 13:00 e della 4ª Armata, dove arrivò alle 15:15. Le notizie che raccolse sulla situazione di queste due armate furono tranquillizzanti: entrambe stavano controllando la situazione e pianificavano nuovi attacchi. Alle ore 16:30 il tenente colonnello Hentsch si trasferì a Châlons-sur-Marne dove era ubicato il quartier generale della 3ª Armata; l'ufficiale parlò con il capo di stato maggiore, generale Ernst von Hoeppner, che diede un quadro ottimistico della situazione. Il tenente colonnello poté quindi comunicare via radio all'OHL che la situazione trovata al fronte in queste tre armate era "completamente favorevole".
Le cose cambiarono in serata quando Hentsch raggiunse il quartier generale della 2ª Armata dove trovò una situazione di scoramento e pessimismo tra gli ufficiali; l'armata venne definita in "disgregazione" e venne deciso quindi con il pieno consenso dell'ufficiale di iniziare la ritirata generale. Il tenente colonnello Hentsch si recò il mattino del 9 settembre a Mareuil-sur-Ourcq, sede del posto di comando della 1ª Armata, dove giunse alle ore 11:30 e incontrò subito il capo di stato maggiore, generale von Kuhl, che parve non eccessivamente preoccupato. Il generale von Kuhl non nascose la minaccia sul fianco sinistro dell'armata, ma affermò che era in corso una manovra decisiva per aggirare il fianco sinistro dei francesi; considerò "non tragica" l'avanzata dei britannici che "agiscono sempre con grande lentezza".
Il tenente colonnello Hentsch aveva informazioni molto differenti: egli descrisse la situazione difficile delle altre armate e disse che la ritirata generale era già in corso, quindi anche la 1ª Armata doveva sospendere la battaglia e ritirarsi a sua volta verso Soissons e Fismes per collegarsi con la 2ª Armata. Il generale von Kuhl inizialmente protestò ma Hentsch disse che la 2ª Armata si stava disgregando, e in forza della "piena autorità" concessagli dal generale von Moltke confermò l'ordine di ritirata. Di fronte a queste notizie disastrose, il generale von Kuhl ammise che neppure una vittoria sull'Ourcq sarebbe stata sufficiente e convenne con l'ordine di ritirata che venne comunicato al generale von Kluck che, pur contrariato, accettò la decisione. Alle ore 13:15 del 9 settembre il generale von Kluck diede ordine alla 1ª Armata di arrestare gli attacchi e iniziare a ripiegare "in direzione di Soissons", mettendo così termine con un fallimento finale alla grande avanzata su Parigi.

#### Combattimenti a Vitry-le-François e Revigny
Mentre era impegnato a controllare le battaglie decisive sull'Ourcq e sulla Marna, il generale Joffre aveva dovuto contemporaneamente anche occuparsi della situazione sull'ala destra dove la 4ª Armata del generale Fernand de Langle de Cary e la 3ª Armata del generale Maurice Sarrail erano impegnate dal 6 settembre in accaniti combattimenti tra Vitry-le-François e le Argonne contro la 4ª e la 5ª Armata tedesche. Il comandante in capo prevedeva che anche queste due armate francesi partecipassero alla controffensiva generale e stava facendo affluire di rinforzo dalla Lorena il XV e il XXI Corpo d'armata.
Al mattino del 6 settembre il generale de Langle de Cary era quindi passato all'attacco dopo un violento sbarramento generale della sua artiglieria ma per tre giorni si susseguirono aspri combattimenti senza risultati decisivi per nessuna delle due parti. Il duca Albrecht, comandante della 4ª Armata tedesca, era stato sorpreso dall'inatteso attacco francese e aveva chiesto il supporto dell'ala sinistra della 3ª Armata che aveva fatto intervenire il XIX Corpo del generale von Laffert. Il 9 settembre il duca Albrecht cercò di prendere l'iniziativa ma il suo attacco terminò con un fallimento e il generale de Langle de Cary, rinforzato dall'arrivo del XXI Corpo del generale Émile Edmond Legrand-Girarde, poté consolidare le sue posizioni e preparare nuovi attacchi in direzione di Vitry-le-François. La condotta delle operazioni da parte tedesca fu anche intralciata dalla scarsa collaborazione tra il duca Albrecht e il Kronprinz Guglielmo comandante della 5ª Armata, schierata più a est.
Il 6 settembre anche il generale Sarrail, comandante della 3ª Armata francese, sferrò la sua offensiva contro la 5ª Armata tedesca che a sua volta stava muovendo all'attacco verso sud-est in direzione di Bar-le-Duc. Il generale Sarrail teneva le posizioni a sud-ovest della fortezza di Verdun e intendeva attaccare il fianco sinistro tedesco ma in realtà si verificò uno scontro frontale che inizialmente ebbe un andamento sfavorevole ai francesi. Una divisione del V Corpo del generale Frédéric Henry Micheler, schierato a sbarrare il varco di Revigny, sul fianco sinistro francese, venne attaccata e sbaragliata dal VI Corpo d'armata del generale Kurt von Pritzelwitz; l'intervento in aiuto del XV Corpo del generale Louis Espinasse riuscì a impedire la sconfitta e bloccare il nemico, ma entro l'8 settembre i tedeschi guadagnarono parecchio terreno.

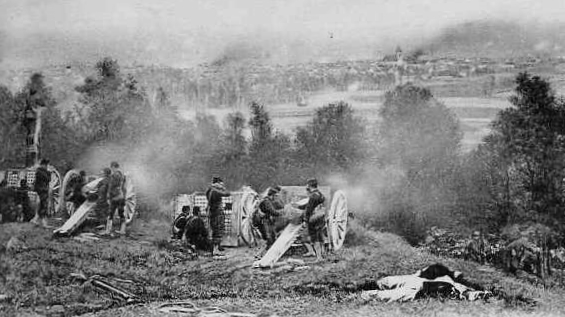
Una batteria di cannoni francesi da 75 mm apre il fuoco contro le linee tedesche

In questa fase il generale Sarrail entrò in contrasto con il generale Joffre; il comandante in capo criticò la direzione delle operazioni e il presunto cedimento di alcune unità, richiedendo di "ristabilire l'ordine, prendendo ogni misura necessaria"; inoltre il generale Joffre, temendo uno sfondamento attraverso il varco di Revigny ordinò, la notte dell'8 settembre al generale Sarrail, di far ripiegare le truppe schierate sulla sua destra a contatto con Verdun. Il generale Sarrail protestò fortemente contro questo ordine, e decise invece di non ripiegare e di difendere a tutti i costi le fortificazioni di Verdun; alla fine la piazzaforte venne difesa accanitamente e i francesi della 3ª Armata bloccarono l'offensiva tedesca verso Revigny.
Il 10 settembre fallì l'ultimo attacco della 5ª Armata tedesca; da giorni i tedeschi stavano subendo pesanti perdite sotto il fuoco dei cannoni da 75 mm francesi diretti dal generale Frédéric Georges Herr, comandante dell'artiglieria del VI Corpo d'armata del generale Martial Verraux. Il generale Herr coordinò con abilità il fuoco dei suoi cannoni sfruttando le informazioni fornite dagli aerei da ricognizione e dai palloni aerostatici; in un'occasione i 75 mm del VI Corpo devastarono le batterie dell'artiglieria campale del XVI Corpo d'armata del generale Bruno von Mudra, distruggendo sessantasei cannoni. Per sopprimere il fuoco dei cannoni francesi, la 5ª Armata del Kronprinz decise di sferrare alle ore 02:00 del 10 settembre un attacco frontale in massa alla baionetta con tre corpi d'armata; dopo alcune incertezze, l'OHL autorizzò questo rischioso assalto che terminò con un totale fallimento. La fanteria tedesca, quasi 100 000 soldati, venne decimata durante l'avanzata a Vaux-Marie, a nord di Sainte-Menehould, dal micidiale fuoco dei cannoni da 75 mm francesi del V e del VI Corpo d'armata dell'armata del generale Sarrail; alle ore 07:45 i francesi contrattaccarono, i tedeschi diedero segno di disgregazione e confusione e molte unità ripiegarono dopo aver subito perdite molto elevate. In alcuni reparti cadde fino al 40% degli uomini.
Alle ore 09:00 del 10 settembre arrivò al quartier generale della 5ª Armata a Varennes il tenente colonnello Richard Hentsch, proveniente dal comando della 1ª Armata dove era stata definitivamente stabilita la ritirata generale dell'ala destra tedesca. L'ufficiale illustrò la critica situazione e le decisioni prese, e affermò quindi che anche la 5ª Armata doveva ripiegare; il Kronprinz Guglielmo e il suo capo di stato maggiore, generale Konstantin Schmidt von Knobelsdorf, protestarono contro queste disposizioni e richiesero ordini scritti provenienti direttamente dal generale von Moltke.

#### Ultimi scontri

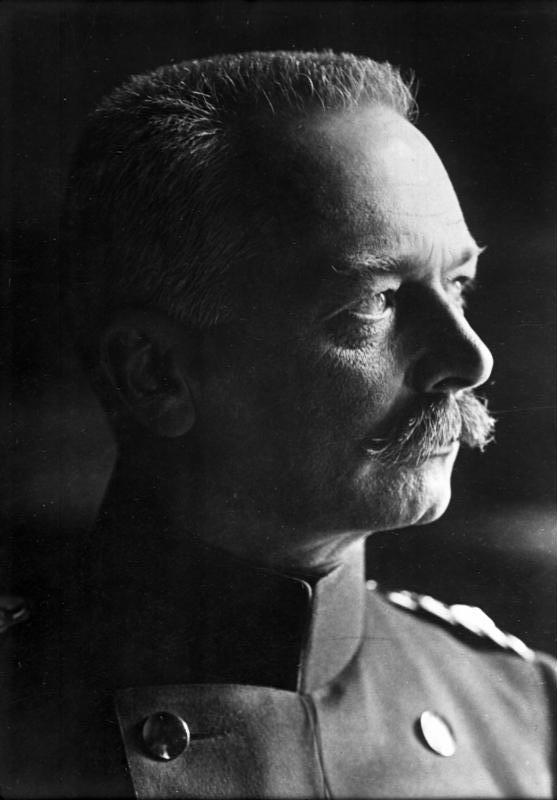
Il ministro della guerra, generale Erich von Falkenhayn, il 14 settembre 1914 sostituì il generale Helmuth von Moltke nell'incarico di capo di stato maggiore dell'esercito tedesco

Il generale von Moltke ricevette il rapporto finale del tenente colonnello Hentsch dopo il ritorno dell'ufficiale al quartier generale di Lussemburgo alle ore 12:40 del 10 settembre; il capo di stato maggiore approvò tutte le disposizioni stabilite e l'ordine di ritirata dell'ala destra; egli aveva temuto che la situazione fosse ancor più critica e fu tranquillizzato dalle notizie. Sembrava che fosse possibile organizzare una ritirata ordinata della 1ª e della 2ª Armata che permettesse alle due formazioni di riprendere i collegamenti e chiudere il varco. Nonostante questo cauto ottimismo il generale von Moltke, la cui resistenza fisica e psichica era messa a dura prova dalla tensione della campagna, decise finalmente di recarsi personalmente al fronte per valutare la situazione.
Il generale von Moltke, in compagnia del colonnello Tappen e del tenente colonnello Wilhelm von Dommes, raggiunse il quartier generale della 5ª Armata dove ebbe un vivace confronto con il Kronprinz Guglielmo che apparve fiducioso e contrastò le considerazioni pessimistiche del capo di stato maggiore, quindi visitò la 3ª Armata dove conferì con il generale von Hausen. Il capo di stato maggiore giudicò molto precaria la situazione dell'armata che, sparpagliata a est e a ovest, "non era più in grado di combattere". Alle ore 13:00 il generale arrivò al posto di comando della 4ª Armata, dove trovò invece un ambiente ancora ottimista; alcuni ufficiali sconsigliarono una ritirata generale che avrebbe depresso il morale delle truppe. A questo punto arrivò una nuova pessimistica comunicazione del generale von Bülow dal quartier generale della 2ª Armata: i francesi stavano per sfondare sul fianco destro e sul centro della 3ª Armata. Queste pessime notizie scossero il generale von Moltke che, temendo un crollo non solo dell'ala destra ma anche del centro dello schieramento, prese "la più difficile decisione della mia vita" e alle ore 13:30 dell'11 settembre ordinò la ritirata generale di tutto l'esercito.
Gli ordini per il ripiegamento generale stabilivano che, mentre la 1ª Armata avrebbe continuato a ripiegare sull'Aisne a Soissons e avrebbe ripreso contatto con la 2ª Armata che a sua volta si ritirava su Reims e Thuizy, le altre armate sarebbero arretrate dietro la Vesle: la 3ª Armata a Suippes, la 4ª Armata a Sainte-Menehould e la 5ª Armata a nord delle Argonne e di Verdun. Il generale von Moltke, ormai completamente demoralizzato, ritornò al quartier generale dell'OHL a Lussemburgo alle ore 14:00 del 12 settembre. Il 14 settembre il Kaiser Guglielmo II di Germania, deluso e irritato per la sconfitta e allertato dai suoi consiglieri del crollo nervoso del capo di stato maggiore, decise di destituirlo assegnando il comando supremo al Ministro della Guerra, generale Erich von Falkenhayn.

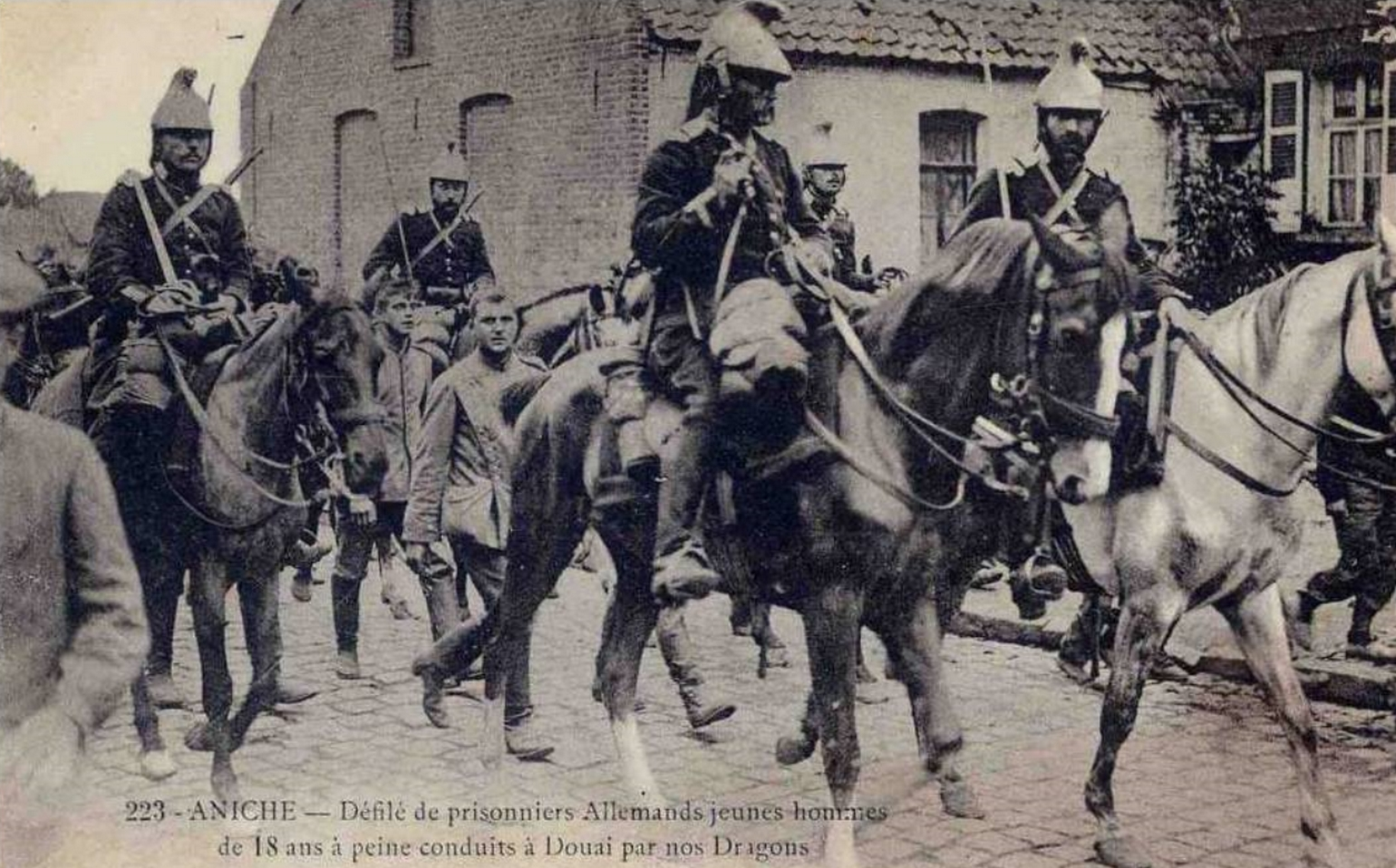
Alcuni prigionieri tedeschi catturati dalla cavalleria francese

Nella notte del 9 settembre il generale Joffre diramò la sua "Istruzione particolare n. 20"; il comandante in capo era ottimista e, di fronte ai segni della ritirata nemica, prevedeva una complessa manovra per trasformare in rotta il ripiegamento e distruggere l'ala destra tedesca. Secondo questa direttiva il Corpo di Spedizione britannico doveva accelerare la sua marcia e attaccare "con la massima energia" il fianco e le spalle della 2ª Armata tedesca, che sarebbe stata agganciata di fronte dalla 5ª Armata del generale Franchet d'Esperey. Contemporaneamente la 6ª Armata del generale Maunoury sarebbe rimasta a nord dell'Ourcq e avrebbe aggirato, con il concorso di un corpo di cavalleria, la 1ª Armata tedesca. Il generale Joffre comunicò al governo francese che si attendeva "risultati decisivi". Alle 14:00 dell'11 settembre, quando divenne evidente che l'intero esercito tedesco si stava ritirando, il generale disse al Ministro della Guerra Alexandre Millerand che "la battaglia della Marna si è conclusa con una vittoria incontestabile" ma nel suo ordine del giorno alle truppe ribadì l'importanza di sfruttare il momento favorevole e inseguire "energicamente" il nemico "senza dargli respiro".
Gli eserciti anglo-francesi dovevano avanzare su tutto il fronte da Meaux a Châlons-sur-Marne; il generale Maunoury doveva raggiungere Soissons, i britannici del generale French dovevano dirigere su Fismes, le armate dei generali Franchet d'Esperey e Foch avrebbero marciato su Reims e Châlons. L'ultima fase della battaglia della Marna, caratterizzata dall'avanzata anglo-francese, continuò per altri quattro giorni: l'efficace azione delle retroguardie tedesche rallentò l'inseguimento. La marcia alleata, condotta da truppe esauste e incapaci di avanzare velocemente, venne anche intralciata dalle piogge che caddero dall'11 settembre rendendo molto faticosa l'avanzata sui terreni fangosi. I comandanti delle armate segnalarono queste difficoltà al generale Joffre e richiesero di arrestare momentaneamente le operazioni per far riposare le truppe; il generale Franchet d'Esperey evidenziò che ulteriori attacchi erano impossibili e che le difese tedesche si stavano rinforzando; anche il generale Foch comunicò che il nemico resisteva con grande tenacia. Le forze tedesche in ritirata erano state rinforzate con truppe trasferite dall'Alsazia e inoltre avevano preso posizione sulle alture, tatticamente favorevoli, a nord del fiume Aisne da dove entro il 12 settembre riuscirono a bloccare l'avanzata dell'ala sinistra alleata.
Anche nel settore centrale e sull'ala destra del fronte i progressi francesi furono limitati: il generale Foch riuscì, nonostante il terreno fangoso dello Champagne, a liberare Fère-Champenoise e attraversare l'11 settembre la Marna a Châlons, ma le armate dei generali de Langle de Cary e Sarrail non riuscirono a guadagnare terreno. Il tentativo del generale Joffre di sfondare sull'Aisne si concluse con un fallimento e il 18 settembre il comandante in capo dovette ammettere con sorpresa che le operazioni erano bloccate e che "non c'era più speranza di raggiungere il terreno aperto". Inoltre l'esercito francese stava attraversando una grave crisi materiale, a causa della carenza di proiettili di artiglieria, che costrinse il generale Joffre a ordinare il 21 settembre di rinviare ulteriori attacchi e limitare il consumo di munizioni.

## Bilancio e conclusione
(Frasi scritte dal generale von Moltke in una lettera alla moglie dopo la battaglia della Marna)
(Frasi scritte nel suo diario del generale Erich von Falkenhayn nel mese di ottobre 1914)
La battaglia della Marna decretò il fallimento del piano Schlieffen e cancellò per sempre la possibilità di una rapida vittoria tedesca sul fronte occidentale. Molte polemiche sorsero quasi subito tra militari, esperti e storici, sulle cause e sulle responsabilità dell'esito negativo della battaglia per i tedeschi. Alcuni ritennero che la sconfitta fosse dovuta soprattutto alle carenti doti di comando del generale von Moltke, alla sua insicurezza e al suo pessimismo; altri - soprattutto negli ambienti militari tedeschi - hanno utilizzato il tenente colonnello Hentsch come capro espiatorio, incolpando un semplice tenente colonnello di aver avuto un ruolo determinante nell'influenzare l'ordine di ritirata di von Moltke.

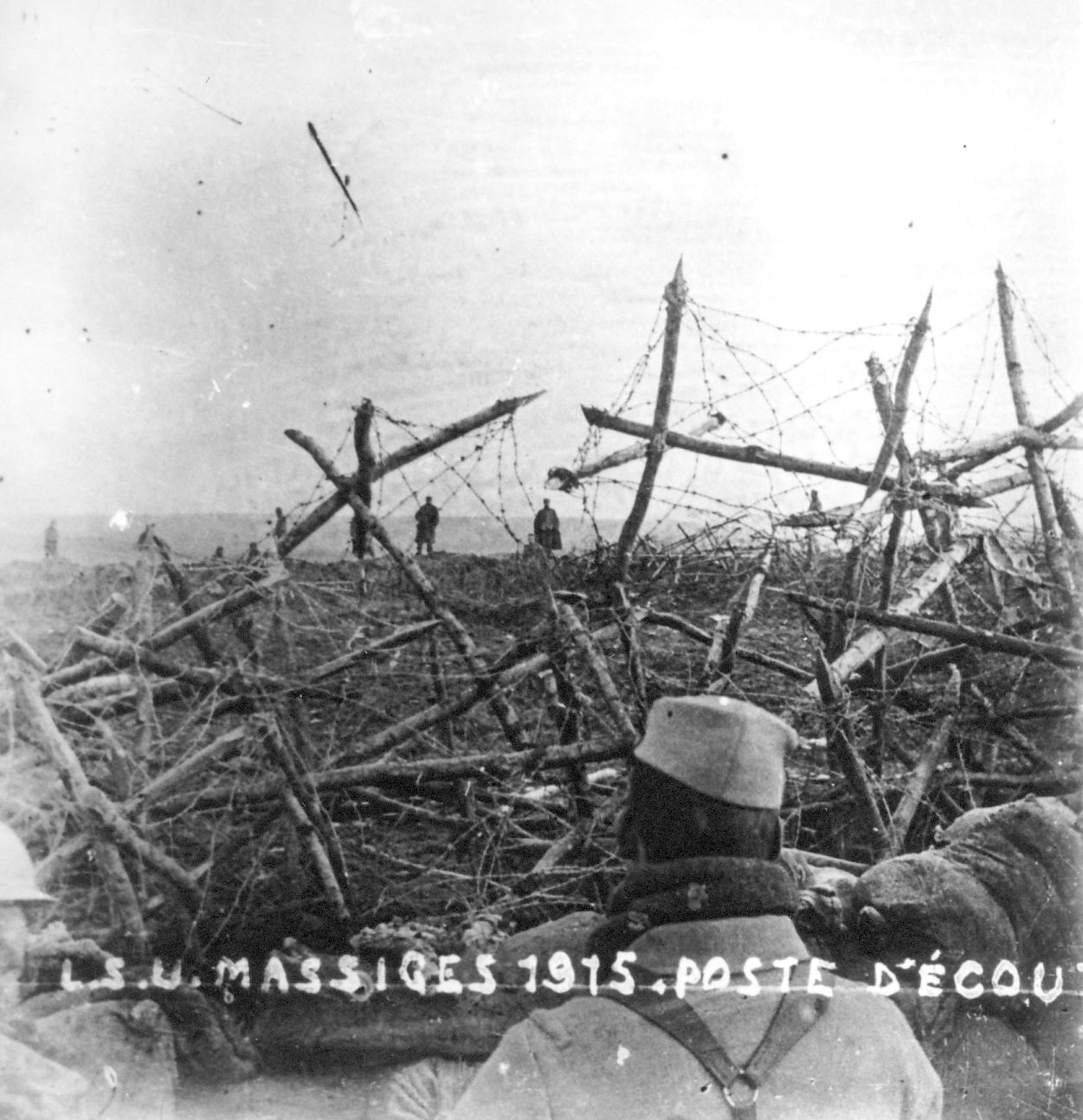
Le prime trincee sul fronte occidentale

Secondo molti storici gli errori più importanti da parte tedesca furono commessi dal generale von Kluck, che di sua iniziativa deviò la marcia a sud-est di Parigi, non arrestò l'avanzata il 2 settembre e infine prese la rischiosa decisione di concentrare tutte le sue forze sull'Ourcq senza preoccuparsi di mantenere la coesione del fronte. Questa manovra creò un ampio varco tra la 1ª e la 2ª Armata attraverso il quale poterono avanzare quasi indisturbati i britannici, la cui minacciosa penetrazione scosse il morale del generale von Bülow che, già in grave difficoltà sotto gli attacchi francesi, decise la ritirata generale. I protagonisti diretti dei fatti hanno replicato a queste accuse: il tenente colonnello Hentsch affermò di aver eseguito fedelmente gli ordini dell'OHL e ritenne di aver preso le decisioni corrette che ottennero la completa approvazione del generale von Moltke. Il generale von Kluck fino alla fine della sua vita mantenne l'opinione che, senza l'ordine di ritirata finale, egli sarebbe stato in grado di raggiungere la vittoria nel suo settore e conquistare Parigi, anche se ammise che neppure questo successo avrebbe potuto essere sufficiente in caso di crollo del fronte tedesco sulla Marna.
Molte discussioni sono sorte anche nel campo francese per stabilire i meriti della vittoria e individuare i protagonisti responsabili delle decisioni più importanti per l'esito favorevole della battaglia. Il generale Joffre viene ancora ritenuto il principale artefice del successo; nonostante gravi errori strategici e tattici iniziali riuscì, grazie alla sua risolutezza e al suo costante ottimismo, a controllare una situazione gravissima e a riprendere l'iniziativa capovolgendo le sorti dei combattimenti. Altri autori hanno tuttavia evidenziato che sarebbe stato in realtà il generale Gallieni il primo a proporre la controffensiva e a richiedere di accelerare i tempi per cogliere il momento opportuno e salvare Parigi. Inoltre anche altri generali (Foch, Maunoury, Franchet d'Esperey) diedero un importante contributo alla vittoria con la loro determinazione e il loro spirito offensivo. Nel campo britannico, il generale French non mostrò grandi qualità di comando e al contrario diede prova di scarsa determinazione e di pessimismo; solo all'ultimo momento si decise a partecipare alla controffensiva. Le truppe britanniche contribuirono alla vittoria avanzando quasi senza opposizione e subendo poche perdite.

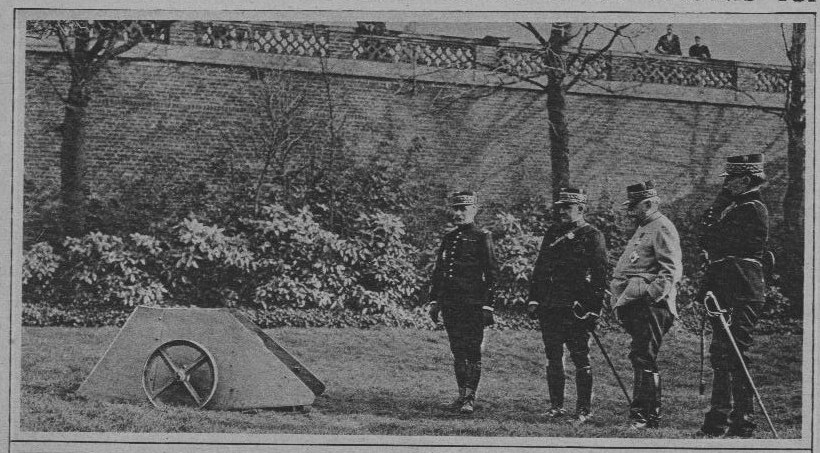
Alcuni dei protagonisti della vittoria francese: da sinistra, i generali Foch, Maistre, Joffre e de Maud'huy

Molto elevate furono invece le perdite subite dai francesi e dai tedeschi; secondo i documenti ufficiali, l'esercito francese nell'intero mese di settembre registrò 213 445 morti, feriti e dispersi; è stato calcolato che almeno il 40% di queste perdite furono causate dalla battaglia della Marna. Non si dispone di cifre ufficiali da parte tedesca sulle perdite subite nei combattimenti, tuttavia dai rapporti del servizio di sanità dell'esercito risulta che le armate sul fronte occidentale nei primi dieci giorni di settembre segnalarono la perdita, tra morti, feriti e dispersi, di 99 079 soldati, di cui circa 67 000 appartenenti alle cinque armate che furono principalmente coinvolte nella battaglia della Marna.
Dal punto di vista tecnico, l'artiglieria campale francese, equipaggiata con gli eccellenti cannoni da 75 mm, svolse un ruolo decisivo nella battaglia, sparando un gran numero di proiettili sia per sostenere gli attacchi della fanteria sia per frantumare gli assalti tedeschi.. Le batterie da 75 mm dimostrarono sulla Marna la loro grande efficienza: le truppe tedesche descrissero nelle loro testimonianze la precisione e la potenza del fuoco di tali pezzi e alti ufficiali tedeschi affermarono che le batterie francesi da 75 mm "erano superiori alle nostre... anche per le loro tattiche e per la loro potenza di fuoco".
Dal punto di vista strategico invece i francesi, carenti di truppe fresche e di cavalleria addestrata, non seppero sfruttare la situazione favorevole creatasi con la ritirata tedesca. Dopo l'esito inconcludente della "corsa al mare" ebbe inizio la guerra di posizione che si sarebbe prolungata fino al novembre 1918. Secondo lo storico ufficiale britannico, generale Edmonds, peraltro il mancato sfruttamento della vittoria della Marna sarebbe imputabile anche alle esigue truppe britanniche sbarcate sul continente: l'intervento sulle retrovie tedesche di almeno una parte delle forze territoriali rimaste in Gran Bretagna avrebbe potuto, a suo parere, raggiungere risultati decisivi e mettere fine alla guerra con la vittoria alleata.
La sorprendente conclusione della battaglia e l'apparentemente inspiegabile ritirata tedesca di fronte a Parigi, alle soglie della vittoria, diedero modo alla propaganda francese di parlare di "miracolo della Marna". Sembra che fu Gallieni a usare per primo questa espressione quando nel primo pomeriggio del 9 settembre Maunoury comunicò al generale, che temeva un attacco finale tedesco contro il campo fortificato parigino, che "le truppe di Parigi non hanno più nessun nemico davanti"; a quel punto il governatore militare della capitale avrebbe affermato: "Questo è il miracolo della Marna!"
A ricordo dei caduti nella battaglia sono sorti nel dopoguerra il monumento nazionale della vittoria della Marna (Mondement-Montgivroux), il memoriale delle battaglie della Marna (Dormans, dedicato anche alle vittime della seconda battaglia della Marna) e il memoriale di La Ferté-sous-Jouarre. Ai partecipanti a una delle due battaglie della Marna fu riservata una decorazione creata ad hoc, la medaglia della Marna.